# 八丈方言関連の文献一覧
八丈方言関連の文献一覧（はちじょうほうげんかんれんのぶんけんいちらん）は、八丈方言のことが書かれている文献について解説する。

## 八丈方言関連の文献目録
本節では、「各種目録」などの情報を元に、八丈方言関連の文献であると認められるものだけを選んでリストにすることを目標にするが、さしあたり可能性のあるものも挙げておく。八丈島・八丈小島・青ヶ島の歴史・民俗・自然に関係しているだけで、八丈方言への言及が見られないものは挙げないか、または「方言と無関係である」と注記して挙げることで後の便宜を図りたい。

### 東国方言
1. 東条操（1927,1966復刻版東京堂出版）『国語の方言区画』育英書院
2. 橘正一(1936)「八丈島方言の系統」『国語教育・方言研究』1
3. 北条忠雄(1948)「八丈島方言の研究-特に上代性の遺存について-(一)(二)」『日本の言葉』6,7
4. 北条忠雄(1953)『上代東国方言と八丈島方言』自家版
5. 後藤興善(1955)「東歌研究」『万葉集大成11（特殊研究篇）』
6. 都竹通年雄(1955)「万葉集の民謡と方言」『国語学研究』
7. 服部四郎(1955)『日本語の系統』岩波書店
8. 福田良輔(1955)「奈良時代東国方言の周辺-言語基層・八丈島方言・補説」『文学研究』53、九州大学
9. 金田弘(1955)「東国語脈で書かれた抄物二三-江戸初期東国方言研究資料-」『国語学』20
巨海（1595前後）『巨海代抄』、大淵（1621-1635）『大淵代抄』、大淵（1628前後）『大淵和尚再吟』
10. 小川武(1958)「八丈島方言の類型と系統」『新地理』7(2), 56-59
11. 北条忠雄(1959,1961)「八丈島方言の国語学的研究(一)(二)」『秋田大学学芸学部研究紀要』9,11
12. 大島一郎(1962,1963)「伊豆利島方言の語法」『国語学』48,49
13. 日本方言研究会編(1964)『日本の方言区画』東京堂出版
楳垣実「方言区画論小史」、大岩正仲「方言区画私議」、大島一郎「伊豆諸島の方言区画」
14. 福田良輔(1965)『奈良時代東国方言の研究』風間書房
15. 平山輝男編(1965)『伊豆諸島方言の研究』明治書院 ---- 下の「1951-1970」の項と二重掲出しているので注意
16. 北条忠雄(1966.03)『上代東国方言の研究』日本学術振興会、丸善
17. 金田一春彦(1967)「東国方言の歴史を考える」『国語学』69、国語学会
18. 澤瀉久孝ほか編(1967)『時代別国語大辞典上代編』三省堂
19. 平山輝男(1968)「3.全国方言の諸特徴(1)奈良朝の面影を残す八丈方言」『日本の方言』講談社現代新書
20. 服部四郎(1968)「八丈島方言について」『ことばの宇宙』3-11
21. 馬渕和夫(1971)『国語音韻論』笠間書院
22. 服部四郎(1978.03)「日本祖語について・3」『月刊言語』
服部四郎（1978-1979）「日本祖語について」『月刊言語』7巻1号-8巻12号より
23. 馬瀬良雄(1980.06)「生きている東歌の語法」『言語生活』342、筑摩書房
24. 大橋勝男(1981)「関東地方域方言分派論」『藤原与一先生古稀記念論集 方言学論叢1』三省堂
25. 馬瀬良雄(1982)『秋山郷のことばと暮らし-信越の秘境』第一法規出版
26. 馬瀬良雄(1983)「長野県の方言」『講座方言学6 中部地方の方言』国書刊行会
27. 大橋勝男（1989.02-1992.02）『関東地方域の方言についての方言地理学的研究』桜楓社
  - 1巻「序説・音声事象分布論篇」、2巻「表現法事象分布論篇」、3巻「語彙事象分布論篇」、4巻「分派地質論・統括一般論篇」
28. 日本方言研究会(1990)「方言区画論の歴史」（一部）『日本方言研究の歩み-論文編-』
29. 馬瀬良雄(2002)『信越国境秋山郷方言談話資料』大阪学院大学情報学部
30. 馬瀬良雄(2010)『長野県方言辞典』信濃毎日新聞社

### 1335-1900
1. ???（1335-1653）『八丈島年代記』；『八丈実記』原本5巻所収。
2. ???（1660-1718）『八丈島日記並に日記』；『八丈実記』原本5巻所収。；語彙が載る可能性あり。
3. ???（1604-1782）『八丈島年暦抜書』；『八丈実記』原本5巻所収。
4. 池則満（1745-1746）『八丈島漂渡記』
5. 大村某(1751)『八丈物産誌』
6. 佐藤行信(1782)『海島風土記』
佐藤行信（1781-1788）『伊豆海島風土記』；「海島風土記」と同じ語彙。
???（?）『沖の小島記』；「海島風土記」と同じ語彙。
7. ???（1789-1801）『八丈島』（寛政年間） ---- 金田章宏(2001)より。存否不明。
8. 秋山章(1791)『南方海島志』
荻原正夫(1901)『伊豆七島志』；『南方海島志』を補修したもの。
9. 田村元長（1793頃）『豆州諸島物産図説』；語彙が載る可能性あり。
10. 応斎(1796)『七島日記』
応斎(1929)『伊豆七島日記』；『七島日記』の一種。『民俗資料叢書第4編』所収。
応斎(1929)『巡島日記抄』；『七島日記』の一種。『民俗資料叢書第4編』所収。
???（?）『八丈島記』；『七島日記』の一種。
11. 古河正辰(1797)『八丈島筆記』内閣文庫
12. 三島正英(1801)『伊豆七島風土細覧』
13. 高橋与一(1802)「八丈島語集」『園翁交語』
吉町義雄(1951)「『園翁交語』と『八丈実記』の島言葉」『文学研究』42、九州大学
14. 松田兵右衛門（1804-1817）『八丈島流人之咄』
15. 大原正矩(1811)『八丈志』
大原正矩(1811)『八丈誌』；『八丈志』と同内容か。
16. 服部義高(1811)『八丈裁衣織』
17. 大田南畝（1779-1820）「八丈島方言」「八丈島俗通志」『一話一言』
18. ???(1822)『八丈島々日記』 ---- 金田章宏(2001)より。存否不明。
19. ???（1831-1847）『三宅島新島八丈島三ヶ島刑法大秘鑑』
20. 伴信友(1841)『八丈島謡詞』（伴信友校蔵書第54冊）；語彙が載る可能性あり。
21. 鶴窓帰山(1848)『やたけの寝覚草』
中田祝夫(1985)『八丈の寝覚草』勉誠社文庫133；鶴窓帰山『八多化の寝覚草』の影印・翻刻・解説
鶴窓帰山（?）『八丈島言語集』筑波大国書 ---- 金田章宏(2001)より。存否不明。
22. 井上正文(1848)「天下大平風雨時順五穀成就村内安全■■拓虫除祈祭文」；語彙が載る可能性あり。
23. ???（?）『八丈四島日記「海島志」抄』
24. 近藤富蔵(1855)『八丈実記』
???(1996.09)「長戸路家文書」（末吉小学校） ---- 東京都公文書館に蔵書あり。
八丈実記刊行会（1964-1976）『八丈実記』1-7巻、緑地社
吉町義雄(1951)「『園翁交語』と『八丈実記』の島言葉」『文学研究』42、九州大学
近藤富蔵翁没後百年記念事業実行委員会(1994)『没後百年記念誌 近藤富蔵』近藤富蔵翁没後百年記念事業実行委員会
佐藤友之(1995)『江戸の流刑囚 近藤富蔵』
25. F. V. Dickens & E. Satow(1878)「Notes of Visit to Hachijo in 1878. -Dialect.」『日本アジア協会会報』6
26. 曲直瀬愛(1883)『小笠原島物産誌略』小笠原村教育委員会蔵；植物語彙などの記載あり。
27. 永井甃石(1894)「八丈島の嫁娶」『風俗画報』(75), 4-5.；語彙が載る可能性あり。
28. 浅沼禎一(1898)「八丈島俚諺」『東京人類学会雑誌』13(148), 420-421.；語彙が載る可能性あり。
29. 保科孝一(1899)「八丈島見聞録」『太陽』5巻4,5,6,7号；語彙が載る可能性あり。
30. 保科孝一(1900)「八丈島方言」『言語学雑誌』1巻2,3,4,7,10号
31. 坂本正行(1900.09.30)「近藤富蔵が”告白”英国外交官アーネスト・サトウに」「八丈島のヤマモモ」『南海タイムス』第2518号

### 1901-1950
1. ???(1902)「伊豆七島図絵」『風俗画報』253 ---- これは直下のものと二重掲出か?
2. ???(1902.08)「伊豆七島言語」『風俗画報』254、伊豆七島図会特別号 ---- 語彙が載るか?
3. 国語調査教育会編(1905)『音韻調査報告書』
4. 国語調査教育会編(1906)『口語法調査報告書』
5. 八丈島教育会編(1909)『口語取調書』『音韻取調書』
6. 八丈島教育会編(1911)「八丈島方言」『島教育会雑誌』1,2,3,4,5,6
7. 薄恕一・青木秀虎(1914)『八丈ヶ嶋』国文館
8. ???(1916.01)「船木口祭司」
9. 三島正英(1919.06)「伊豆七島風土細覧」『飛騨史壇』4-11 ---- 語彙が載るか?
10. 大脇繁吉（1921,1928改訂版）『八丈島仙郷誌』大脇商店
11. 一洲生(1925)「国語教授の参考」『八丈島教育会誌』
12. 小寺融吉(1926)「八丈島の話」『民族』1-6
13. 永久保満(1927)『趣味の東京府 八丈島誌』南日本新聞社
14. 田村栄太郎(1928)「八丈島方言 上」『国語国文の研究』20
15. 望月誼三(1930)「八丈島方言」稿本
16. 丸尾芳男(1931)「八丈島方言」『方言誌』1、國學院方言研究会、プリント
17. 松本茂雄(1931)『八丈島方言』
18. 吉田貫三（1932,1934増補版）『八丈島方言集と八丈節』大賀郷仙郷堂
19. 本山桂川(1933)「八丈島における村別方言異同に関する二三の報告」『国学院雑誌』39-2
20. 菊地治可編(1933)『八丈島方言集』
21. 本山桂川(1934)『海島民俗誌 伊豆諸島篇』一誠社
22. 橘正一・東条操(1934)「伊豆諸島方言」「本州東部の方言」『国語科学講座』7、明治書院
23. 東条操(1934)「関東方言」「本州東部の方言」『国語科学講座』7、明治書院
24. 籾山徳太郎編(1934)『伊豆七島八丈島動物方言』籾山鳥学研究所
25. 橘正一(1935)「月経方言考」『旅と伝説』8(5/89), 89-95.
26. 国井末吉編(1936)『八丈之現勢 上巻』八丈島文化協会（大賀郷村）
27. 橘正一(1936)「摺粉木と摺鉢の方言」『旅と伝説』9(2/98), 87-91.
28. 宮本馨太郎(1936)「八丈島三ツ根方言集」『趣味叢書』22、土俗趣味社
29. 東条操（1938,1944増訂版）『方言と方言学』 ---- 伊豆諸島と関係あるか不明
30. 中山周平(1940)「八丈島の伝説と方言など」『昆虫界』8(80), 731-737.
31. 平山輝男(1941)「言語島八丈島と黒潮」『コトバ』3-4、国語文化研究所
32. 平山輝男(1941)「豆南諸島のアクセントとその境界線」『音声学協会会報』67,68
33. 松尾捨次郎(1942)『国語教学の体験』 ---- 伊豆諸島と関係があるか不明
34. 金田一春彦(1943)「伊豆諸島の音韻とアクセントところどころ」『方言研究』8
35. 柳田國男(1946)『毎日の言葉』 ---- 伊豆諸島と関係があるか不明
36. 菊池正文(1950)「八丈島方言の概観」国立国語研究所報告書、稿本
37. 国立国語研究所(1950)『八丈島の言語調査』
38. 瀬川清子(1950)「女性と祭り」『民間伝承』14-7
39. ???(1950.08)「紙つぶて」『新聞用語研究』43、朝日新聞社 ---- 八丈方言と関係あるか不明

### 1951-1970
1. 大間知篤三(1951)「島の人口問題 -八丈島の事例」『民間伝承』15-7
2. 大間知篤三（1951稿本,1960出版）『八丈島-民俗と社会-』創元社
3. 柴田武(1951)「コミュニケーション」『国語教育講座1言語生活（下）』 ---- 八丈方言と関係あるか不明
4. 楳垣実(1952)「三宅島・八丈島の方言を探る「ことば」の資料収集第1回」『文研月報』14
5. 蔵田周忠(1952)「民家帖(17)」『民間伝承』16-2 ---- 八丈方言と関係あるか不明
6. 酒井卯作(1952)「伊豆青ヶ島の巫女」『民間伝承』16-3 ---- 八丈方言と関係あるか不明
7. 吉町義雄(1952)「八丈八村方言の文例」『音声学会会報』80、全日本音声学者綜合学会
8. 酒井卯作(1952)「青ヶ島巫女の祭文」『民間伝承』16(6), 305-309
9. 金田一春彦(1953)「辺境地方の言葉は果たして古いか」『言語生活』
10. 浅沼悦太郎(1953)「八丈島の女の名前（ことば風土記）」『言語生活』18
11. 柴田武(1953)「これからの方言研究」『国語学』11
12. 東条操(1953)「方言と古語」『国語学』 ---- 伊豆諸島と関係あるか不明
13. 東条操(1954)『日本方言学』 ---- 伊豆諸島と関係あるか不明
14. 染木煦(1954.09)「八丈島の小民具について」『日本民俗学』2-2
15. 青ヶ島学術調査団(1955.01)『青ヶ島調査報告』第一集
16. 金田一春彦(1955)「八丈島方言」『世界言語概説 下』研究社
17. 都竹通年雄(1955)「東日本の巻 八丈島方言」『講座日本語3 日本語の種々相』大月書店
18. 岡野徳之助(1956)「三根永郷地区に於ける島言葉の研究」プリント
19. 北条忠雄(1956)「係結法管見-コソ係結の本質と八丈島方言の係結法-」『秋田国語国文』1
20. 金田一春彦(1956.07)「方言の旅 奥地・離島の方言 関東地方 伊豆七島」『NHK国語教育講座』2-4、宝文館
21. 東条操(1957)『方言学の話』 ---- 伊豆諸島と関係あるか不明
22. 山階芳正・竹田旦(1957)『日本のはなれ島』青葉書房
23. 小川武（1958,1964改訂版,1971改訂版吉田南光園）『黒潮圏の八丈島（風俗と慣行）』八丈島新聞社
24. 酒井卯作(1958)「八丈島の隠居沢」『民間伝承』22-4,5
25. 平山輝男(1958)「青ヶ島方言の所属」『国学院雑誌』59-10・11合併号
26. 飯豊毅一(1959)「八丈島方言の語法」『国立国語研究所論集1 ことばの研究』
27. 浅沼悦太郎(1959)「海島一夕話(2) 八丈島の女の名前」『民間伝承』244
28. 浅沼良次（1959,1968改訂版）『流人の島-八丈風土記-』日本週報社
29. 金田一春彦(1959)「方言の文法」「口承文芸」『日本民俗誌大系』10、平凡社
30. 石原憲治・中村・福地・伊藤(1959)「八丈・小島の民家調査」『民俗建築』25,26
31. 小川武(1960)「八丈島方言の一考察」『郷土教材資料集』東京都教育庁八丈出張所
32. 平山輝男(1960)「八丈方言の特殊性」『東京都立大学創立十周年記念論文集』（『日本の言語学6 方言』所収）
33. 馬瀬良雄(1961)「八丈島方言の音韻分析」『国語学』43
34. 柴田武(1961)「関東・東海東山」『方言学講座 第2巻 東部方言』東京堂（柴田武(1978)『方言の世界』平凡社に再録）
35. 加藤信昭(1962.03)「八丈島方言における動詞の音便形に対する私見」『徳島大学学芸部紀要人文科学篇』12
36. 浅沼良次(1962)「八丈島の方言」プリント
37. 浅沼良次(1963.01)「八丈島民話選」『八丈文化』第1号、八丈島文化会
38. 平山輝男編(1965)『伊豆諸島方言の研究』明治書院 ---- 上の「東国方言」の項と二重掲出しているので注意
39. 大間知篤三・金山正好・坪井洋文(1966)『八丈島』角川書店
40. 日本放送出版協会(NHK)(1966)『全国方言資料7-へき地・離島編(1)東北・関東-』（1981カセット版・1999CD-ROM版）
「東京都八丈町大賀郷」、「東京都八丈町中之郷」、「東京都八丈町宇津木」
41. 浅沼悦太郎(1967.10,12,1968.04)「伊豆諸島魚介類名雑記(1)-(3)」『民間伝承』278-280
42. 大島一郎(1967)「伊豆諸島方言における意志と推量の形」『日本方言研究会 第5回研究発表会 発表原稿集』
43. 大岩正仲(1968)「展望・方言」『国語学』73
44. 加藤宣彦(1968)「「語い」を中心とした八丈島方言の分布的考察」『教育研究紀要』東京都教育庁八丈出張所 ---- 1969か?
45. 金山正好（1969冬）「八丈島系統の祭事祈祷伝書」『民俗芸能』35
46. 宮尾しげを（1969冬）「青ヶ島祭文」『民俗芸能』35
47. 渡辺従義(1969)「八丈島のわらべ歌（古謡を尋ねて）」プリント
48. 伊川公司(1970)「高校生の方言理解と八丈島方言の源流」『教育研究紀要』東京都教育庁八丈出張所
49. 加藤宣彦(1970.03)「八丈島方言の特殊性と共通語教育」『都教育参考研究物44年度』
50. 大島一郎(1970)「文法的事実の衰退と交替」『方言研究の問題点』平山輝男博士還暦記念会編、明治書院

### 1971-1990
1. 東京都八丈支庁編(1972.03)『青ヶ島 現況と問題点、施策とその展望』東京都八丈支庁
2. 平山輝男(1972)「日本語アクセントの将来」『金田一博士米寿記念論集』三省堂
3. 青柳精三(1972.09)「ことばの“重み”と“深さ”-八丈語の二、三の語をめぐって-」『フィールドの歩み』1
4. 村上昭子(1972.09)「八丈島の風と潮-三根の会話資料より-」『フィールドの歩み』1
5. 金山正好(1972)「八丈島系統の祭事祈祷伝書(二)」『民俗芸能』(49), 44-50.
6. 金山正好(1973)「八丈島系統の祭事祈祷伝書(三)」『民俗芸能』(53), 46-53.
7. 東京都八丈島八丈町教育委員会（1973・1983改訂版）『八丈島誌』八丈島誌編纂委員会
8. 青柳精三(1973.03)「八丈島の自然会話(1)」『フィールドの歩み』2
9. 青柳絢子(1973.03,11,1974.03)「八丈島の自然会話(2)(3)(4)」『フィールドの歩み』3,4,5
10. 青柳精三(1973.03)「八丈島の潮流語彙」『東京教育大文学部紀要』93
11. 原田満彦(1974.03)「八丈島樫立の日常表現」『フィールドの歩み』5
12. 青柳精三(1974.12)「八丈島の風の語彙」『フィールドの歩み』6
13. 矢口祐康(1974)「八丈島中之郷の伝承-昔話を中心に-」『日本民俗学』96
14. 上村幸雄(1975)「八丈島の方言 東京都八丈島中之郷」『方言と標準語-日本語方言学概説』筑摩書房
15. 大島一郎(1975)「八丈方言」『新・日本語講座3 現代日本語の音声と方言』汐文社
16. 菊池一男・青柳精三(1976.10)「八丈島の自然会話(5)」『フィールドの歩み』9
17. 青柳精三(1976)「本州東部沿岸および伊豆諸島地域の方位潮流名」『日本方言研究会 第22回 発表原稿集』
18. 小林亥一(1976)『浄土宗 和讃 青ヶ島』
19. 磯崎乙彦(1977)『八丈回顧』
20. 共著(1978.03)「特集 回想の青ケ島」『あるくみるきく』133 ---- 主著者が判明したらその名前に替えるべき
21. 柴田武(1978)「八丈方言の位置」『方言の世界』平凡社
22. 杉村孝夫(1978)「八丈島の親族語彙」『日本方言の語彙』日本方言研究会・柴田武編、三省堂。
23. 荒関哲嗣(1979)『黄八丈－その歴史と製法』翠楊社
24. 内藤茂(1979)『八丈島のショメ節』『八丈島の方言』自家版
25. 杉村孝雄(1979.05)「八丈島末吉方言の文末詞」『押見虎三二教授退官記念論集 国語表現論叢』
26. 沖裕子(1979)「待遇表現における男女差-八丈島末吉洞輪沢集落の全員調査から」『日本方言研究会 第28回 発表原稿集』
27. 菊池一男・青柳精三・沖山義明(1979.12)「八丈島の自然会話(6)」『フィールドの歩み』13
28. 森下喜一(1979.12)「八丈島における接尾語「メ」の機能について-特に各年令層を通して-」『岩手医科大学教養部研究年報』14
29. 青柳精三(1980.04)「八丈島樫立方言の母音の無声化と脱落」『音声学会会報』163、全日本音声学者綜合学会
30. 大島一郎ほか(1980)『八丈島方言の研究』東京都立大学国語学研究室
31. 沖裕子(1980)「八丈町末洞輪沢における待遇場面形成の要因」『日本語研究』3、東京都立大学国語学研究室
32. 中本正智(1980)「八丈島方言の研究-語彙的特色と人体語彙-」『日本語研究』3、東京都立大学日本語研究会
33. 青柳精三・青柳絢子(1981.06)「八丈島中之郷の養蚕語彙」『方言学論叢1』藤原与一先生古稀記念論集、三省堂
34. 内藤茂(1981)「あいさつお国めぐり-9-八丈島の巻 哀切の情-おもうわよーい-」『言語生活』359、筑摩書房
35. 菅田正昭(1981)「＜青の島＞系譜-オウ・シマという島名について」『しま』26(3/104), 74-81.
36. 女子聖学院短大方言ゼミナール(1982.01)『三宅島八丈島の探歩 第3回』
37. 八丈文化財専門委員会(1983)『八丈島関係文献目録』八丈島教育委員会
38. 北条忠雄(1983)「東北・関東－方言における待遇表現」『武蔵野文学』31
39. 青ヶ島村教育委員会（1984,1996第二版）『青ヶ島の生活と文化』青ヶ島村役場
40. 奥村三雄(1984)「方言の動詞」『研究資料日本文法』②
41. 中本正智(1984)「八丈島方言の文法 比較のための記述」『国文学解釈と鑑賞』49-1
42. 野口啓吉(1984)『伊豆諸島のわらべ唄』第一書房
43. 大島一郎(1984)「伊豆諸島の方言」『講座方言学5 関東地方の方言』国書刊行会
44. 中本正智ほか(1984)「八丈島」『東京都のことば』東京都教育委員会
45. 山本清隆(1984)「八丈島方言における共通語化の一側面-存在表現アル・イルおよびアスペクト表現テアル・テイルをめぐって-」『日本方言研究会 第39回 発表原稿集』
46. 葛西重雄(1985)『八丈島植物方言総覧』
葛西重雄（?）『青ケ島植物方言仮目録』プリント
葛西重雄（?）『八丈島魚類名鑑－方言・和名総索引 魚類総目録』プリント
47. 野沢勝夫(1985)「<資料紹介>筑波大学図書館蔵｢八丈島言語集｣」『昭和学院短期大学紀要』21
48. 内藤茂(1985.01)『古語に遊ぶ(一)-八丈島方言を中心として-』自家版
49. 中村規(1985)「八丈島の歌と踊り」『民俗芸能』66，民俗芸能刊行委員会 ---- 方言と無関係?
50. 青柳精三(1985)「八丈島樫立方言の記述その1」『Contexture:教養紀要』3，埼玉工業大学
51. 沢木幹栄(1985)「地域差と世代差と場面差-八丈島における調査から-」「方言の諸相」『国研報告』84、三省堂
52. 平山輝男(1985)「無型アクセント方言の有型化について-八丈方言の場合」『月刊 言語』14-7
53. 本田安次(1985)『東京都民俗芸能誌』下巻、錦正社
54. 落合基久(1986)「<録音器>各地の若者の会話-9- 女子高生のおしゃべり(東京都八丈町)」『言語生活』418，筑摩書房
55. 中本正智(1986.08)「特集・古典文法をみなおす 古典文法と八丈方言」『国文学解釈と鑑賞』51-8
56. 東京都教育委員会(1986)『東京都言語地図』東京都情報連絡室情報公開部都民情報課
57. ???(1986.11)「湯乃祭文」等
58. 大島一郎(1986)『八丈小島方言調査報告書』東京都教育庁社会教育部文化課
59. 青柳精三(1986)「八丈島樫立方言の記述その2」『Contexture:教養紀要』4，埼玉工業大学
60. 青柳精三(1987)「八丈島樫立方言の記述その3」『Contexture:教養紀要』5，埼玉工業大学
61. 大島一郎編(1987)『八丈島方言における言語変化 -共通語化の側面を中心として』東京都立大学人文学部国語学研究室
62. 内藤茂(1987)『古語に遊ぶ(二)-八丈島の方言・習俗を中心として-』
63. 山本清隆(1988)「八丈島方言における存在表現とアスペクト表現の共通語化について-アル・イルおよびテアル・テイルをめぐって-」此島正年博士喜寿記念『国語語彙語法論叢』桜楓社
64. 奥山熊雄・金田章宏(1990.07)「八丈島三根方言動詞の形態論 アスペクトをめぐって」『国文学解釈と鑑賞』55-7

### 1991-2010
1. 金田章宏(1991)『私家版資料②八丈島三根の民話と伝説』
2. 奥山熊雄・金田章宏(1991.01)「八丈島三根方言動詞の形態論 過去の「き」をもつテンス形式」『国文学解釈と鑑賞』56-1
3. 宮田登(1991)『黒潮の道』（『海と列島文化』第7巻）小学館
4. 金田章宏(1992.07)「各地録音紹介-文字化と解説 八丈島の民話と談話」『国文学解釈と鑑賞』57-7
5. 庄田元男(1992)「第十五章 流人の島、八丈へ 一八七八年」『日本旅行日記2』平凡社
6. 大島一郎(1992)「伊豆諸島方言」「第二章 各地方言の解説」『現代日本語方言大辞典 第1巻』明治書院
7. 奥山熊雄・金田章宏(1992)『続・八丈のしょめ節』星和出版
8. 金田章宏(1993.01)「動詞と形容詞をつなぐもの」『国文学解釈と鑑賞』58-1
9. 伊豆諸島・小笠原諸島民俗誌編纂委員会(1993)『伊豆諸島・小笠原諸島民俗誌』
10. 金田章宏(1993.12)「八丈島方言の音韻（三根地区）おぼえがき」『千葉大学留学生センター雑誌』1993
11. 金田章宏(1993.12)「「二重」表示現象をめぐって 八丈島三根方言を例に」『日本語の格をめぐって』
12. 八丈島八重根遺跡調査会(1993)『八重根』
13. 山口幸洋(1993.01,07,1994.07)「八丈島方言のアクセント分析(1)-(3)」『人文論集』43-2、44-1、45-1、静岡大学人文学部
14. 東京都教育庁八丈出張所(1994)『八丈島関連文献目録』
15. 伊豆山敦子(1994.03)「琉球・八丈島両方言における2種の1人称代名詞」『独協大学教養諸学研究』28-2
16. 金田章宏(1995.01)「方言における文法的意味 標準語との比較の中で」『国文学解釈と鑑賞』60-1
17. 金田章宏(1995.03)「保科孝一著『八丈島方言』をよみなおす(1)」『千葉大学留学生センター紀要』1
18. 井上史雄ほか編(1995)『日本列島方言叢書7 関東方言考③（東京都）』ゆまに書房
19. 金田章宏(1996.01)「感情・感覚における局面のとらえかた 八丈島三根方言を例に」『国文学解釈と鑑賞』61-1
20. 金田章宏(1996.03)「〈研究ノート〉連用形の終止用法をめぐって 八丈方言の文法現象から」『千葉大学留学生センター紀要』2
21. 山口幸洋(1996.04)「疑似語アクセントの意味するもの 八丈島方言を中心に」『言語学林1995-1996』1996-4
22. 金田章宏(1996.07)「いくつかの単語の意味のズレをめぐって」『国文学解釈と鑑賞』61-7
23. 金田章宏(1996.11)「八丈方言うちけし動詞の成立をめぐって」『日本語文法の諸問題 高橋太郎先生古希記念論文集』
24. 山口幸洋(1997.10)「八丈島方言のバイリンガルについて(1)」『静岡・ことばの世界』1
25. 金田章宏(1998.01)「待遇表現とやりもらいについてのおぼえがき 八丈方言の例から」『国文学解釈と鑑賞』63-1
26. 金田章宏(1998.03)『八丈方言談話資料1 青ヶ島方言』千葉大学留学生センター
27. 金田章宏(1998.07)「現代日本語のなかの係り結び 八丈方言の例を中心に」『月刊言語』27-7
28. 長田暁二・千藤幸蔵(1998)「八丈ショメ節」『日本の民謡-東日本編-』社会思想社
29. 浅沼良次(1999.10)『八丈島の方言辞典』朝日新聞出版サービス
30. 金田章宏(1999.01)「笥・麻笥、桶・麻績み桶をめぐる一考察」『国文学解釈と鑑賞』64-1
31. 金田章宏(1999.01)「八丈方言から古代語をさぐる」『日本語学』18-1
32. 金田章宏(1999.03)「八丈方言談話資料2 中之郷方言」『琉球方言音韻・文法・語彙の研究 周辺諸方言との比較研究も含めて』1
33. 奥山熊雄・金田章宏(1999)『奥山熊雄の八丈島のうたと太鼓』自費出版 ---- 附属CDの「民話」は金田ほか(2005.02)に再録されず
34. 小田静夫(2000)『黒潮圏の考古学』
35. 金田章宏(2000.01)「保科孝一「八丈島方言」の百年」『国文学解釈と鑑賞』65-1
36. 工藤真由美(2000.03)「八丈方言のアスペクト・テンス・ムード」『阪大日本語研究』12
37. 金田章宏(2001.01)「方言研究の今後 八丈方言」『国文学解釈と鑑賞』66-1，至文堂
38. 金田章宏(2001.02)「方言文法研究におけるテンス・アスペクト研究 八丈島方言の現在進行と同時性をめぐって」『国文学解釈と教材の研究』46-2
39. 金田章宏(2001.03)「八丈方言の現状といくつかの文法現象をめぐって」『日本語の消滅に瀕した方言に関する調査研究』(真田信治編 文部省特定領域研究(A)報告書)
40. 金田章宏(2001.09)『八丈方言動詞の基礎研究』笠間書院
41. 金田章宏(2002.01.01)「消滅の危機に瀕した八丈方言」『南海タイムス』第3048号
42. 金田章宏(2002)「東国方言の文法と八丈方言―オ連体形の広がり」『国文学解釈と鑑賞』67(11)，至文堂
43. 金田章宏(2002.05)『八丈方言のいきたことば』笠間書院
44. 金田章宏(2002)「八丈方言の民話資料と文法解説」『消滅に瀕した方言語法の緊急調査研究 (2)』(真田信治編 文部省特定領域研究(A)報告書)
45. 金田章宏(2003)「八丈方言、奥山熊雄さんとのこと」『方言における動詞の文法的カテゴリーの類型的研究』(工藤真由美編：科学研究費報告書No.2東日本編)
46. 小林隆(2004)「書評論文 金田章宏著『八丈方言動詞の基礎研究』」『日本語文法』4(1)，日本語文法学会
47. 松本泰丈(2004)「書評 金田章宏著『八丈方言動詞の基礎研究』」『国語学』55(1)，国語学会
48. 金田章宏(2004.08)『奥山熊雄の八丈島古謡』笠間書院
49. 奥山熊雄・金田章宏・ジェーン=アラシェフスカ(2005.02)『八丈島古謡 奥山熊雄の歌と太鼓』笠間書院
50. 金田章宏，ホウダ・マーチン(2005)「The Tense-Aspect System and Evidentiality in The Hachijo Dialect」『LINGUA POSNANIENSIS』Wydawnictwo Poznanski ego Towarzystwa Przyjaciol Nauk
51. 金田章宏(2006)「東京都八丈町三根方言の形容詞」『方言における述語構造の類型的研究Ⅱ』(工藤真由美編：科学研究費報告書)
52. 金田章宏(2007.01)「民話の文法 -八丈島の＜一文だけの民話＞-」『国文学解釈と鑑賞』
53. 金田章宏(2007.05)「八丈方言の電子化資料の作成と文法書の編纂」『科学研究費報告書』
54. 久野マリ子(2007)「八丈方言若年層における共通語アクセントの習得の実態」『音声研究』11(3)，日本音声学会
55. 金田章宏(2007)『八丈方言の電子化資料の作成と文法書の編纂』平成16〜18年度科学研究費補助金研究成果報告書
56. 金田章宏(2007)「民話の文法－八丈島の＜一文だけの民話＞－」『国文学解釈と鑑賞』72(1)，至文堂
57. ???(2009.02.20)「八丈語?」『朝日新聞』朝日新聞社
58. 金田章宏(2009.03.13)「【寄稿】千数百年前の関東周辺の言葉 「八丈語」は国際標準で独立言語」『南海タイムス』
59. 金田章宏(2009.11)「八丈方言にみる古典語文法“以前”」『国語と国文学』86(11)，国語国文学会
60. 高山林太郎(2009.12)「八丈方言の母音の通時的変化」東京大学修士論文
61. 山本節(2010)「東京都八丈島八丈町におけるタナバ(丹梛婆)の伝承」『西郊民俗』210，西郊民俗談話会 ---- 方言と無関係?
62. 金田章宏(2010.03)「八丈方言の諸特徴」国語研・危機方言研究会発表
63. 高山林太郎(2010.08)「母音の甲乙が確認される現代方言の報告(1)〜八丈島方言〜」国語研・危機方言研究会発表
64. 山田平右エ門(2010.09)『消えていく島言葉 〜八丈語の継承と存続を願って〜』郁朋社

### 2011-
1. ???(2011.01.29)「八丈語 子へ孫へ継ぐ」『朝日新聞夕刊』朝日新聞社
2. ???(2011.02.07)「八丈語 舞台に響く」『朝日新聞』朝日新聞社

## 八丈方言関連の文献解説
本節では八丈方言関連の文献のうち、特に重要なもので、紙幅を取って解説する必要があるものについて個別に解説する。

## 各種目録
関連文献の一覧と把握のために各種の目録から引用するが、誤り等を断わらずに訂したり、原文に無い補足を加えて分かりやすくしたり、書誌として標準的な記法に訂したりしている。原文の精確な状態が知りたければ実際に原著の目録に当たって調べる必要がある。著作権に関して述べれば、引用の「目的」は包括的な文献一覧の作成であり、「研究」に該当する。

### 各種目録の所在
国語研(1950)報告No.1『八丈島の言語調査』秀英出版
平山輝男編(1965)『伊豆諸島方言の研究』明治書院 ---- 八丈関連は大島一郎編(1987)の目録が吸収したので引用しない
大島一郎編(1987)『八丈島方言における言語変化』東京都立大学人文学部国語学研究室
小学館国語辞典編集部(2000)『日本国語大辞典 第二版 第一巻 別冊』小学館
金田章宏(2001)『八丈方言動詞の基礎研究』笠間書院 ---- 金田文献一覧（2010.04、私家版）と照合して伊豆諸島関連のみ引用
日本方言研究会編(2005)『20世紀方言研究の軌跡』国書刊行会 ---- 東京関連文献から八丈関連のみ抽出して引用
新島村・伊豆諸島及び小笠原諸島の文献・雑録リスト（2008.01.18最終更新） ---- 南部伊豆諸島の民俗・生活・回顧録（方言含む）
何らかの語彙集的な価値を持つ可能性があるにもかかわらず2011年時点まで言及されてこなかった民俗・方言関連の文献を中心に、なおかつ八丈関連の文献にかぎって、新島村(2008.01.18)と題して引用することにする。内容を確かめた結果として無関係であることが分かった場合も出来るだけ記述を消去せず、「方言と無関係である」と注記する形をとって後の便宜を図りたい。
下地賀代子(2011)「消滅の危機にある言語・方言に関する資料一覧」木部暢子ほか『文化庁委託事業 危機的な状況にある言語・方言の実態に関する調査研究事業 報告書』国立国語研究所 ---- 八丈関連のみ抽出して引用

### 国語研報告No.1(1950)
八丈島の古文献
1. ???（1335-1653）『八丈島年代記』；『八丈実記』原本巻5所収。
2. ???（1660-1718）『八丈島日記並に日記』；『八丈実記』原本巻5所収。語彙が載る可能性あり。
3. ???（1604-1782）『八丈島年暦抜書』；『八丈実記』原本巻5所収。
4. 高橋與一(1802)「八丈島語集」『園翁交語』
5. ???(1749)『寛延二己巳年尋問請書』；『八丈実記』原本巻5所収。
6. 江川太郎左衛門(1774)『伊豆國附島々様子大概書』；『八丈実記』原本巻5所収。
7. ???(1777)『安永六酉年被指遣候御北條目御請書』
8. 三浦浄心（1565-1644）「八丈島へ渡海の事」「江雪入道一興の事付男女別の事」『北條五代記』巻5；仮名草子集成 第62巻所収。
9. 池則満（1745-1746）『八丈島漂渡記』；土佐國群書類従巻78所収。
10. 佐藤行信（1781-1788）『伊豆海島風土記』
11. 秋山章(1791)『南方海島志』
12. 應齋(1796)『七島日記』
13. 古河正辰(1797)『八丈島筆記』内閣文庫
14. 滝沢馬琴（1805-1811）『椿説弓張月』
15. ???（?）『八丈島物語』
16. 大田南畝（1779-1820）「八丈島方言」「八丈島俗通志」『一話一言』
17. 三島正英(1801)『伊豆七島風土細覧』
18. 松田兵右衛門（1804-1817）『八丈島流人之咄』
19. 大原正矩(1811)『八丈志』
20. ???（1831-1847）『三宅島新島八丈島三ヶ島刑法大秘鑑』
21. 鶴窓帰山(1848)『やたけの寝覺草』
22. ???（1830-1859）『流人在命帳』
23. ???（1606-1871）『流罪人明細帳』
24. 近藤富蔵(1861)『八丈島年表』
25. 近藤富蔵(1855)『八丈實記』

文献目録（「語い集」に語彙が採録されたもの）
1. ???（1335-1653）『八丈島年代記』 ---- 『八丈島小島青ヶ島年代記』は『八丈島年代記』ほか諸種の年表を集めて作成された。
2. 池則満（1745-1746）『八丈島漂流記』 ---- 八丈島漂渡記の誤り。
3. 佐藤行信(1782)『海島風土記』；約80の語彙がある。
4. 佐藤行信（1781-1788）『伊豆海島風土記』；『海島風土記』と同じ語彙。
5. ???（?）『沖の小島記』；『海島風土記』と同じ語彙。
6. 秋山章(1901)『伊豆七島志』；『南方海島志』(1791)を補修したもの。
7. 應齋(1929)『伊豆七島日記』；『七島日記』の一種。元の版本は1824年。書かれたのは1796年。
8. 應齋(1929)『巡島日記抄』；『七島日記』の一種。元の版本は1824年。書かれたのは1796年。
9. ???（?）『八丈島記』；『七島日記』の一種。付け足された巻末部分の著者不明。
10. 古河正辰(1797)『八丈島筆記』；約30の語彙がある。
11. 高橋與一(1802)「八丈島語集」『園翁交語』；約200の語彙がある。
12. 松田兵右衛門（1804-1817）『八丈島流人之咄』；山下平六の話を松田兵右衛門が聞き書きしたもの。
13. 大原正矩(1811)『八丈志』；63の語彙がある。
14. 大原正矩(1811)八丈誌；『八丈志』と同内容か。
15. 服部義高(1811)『八丈裁衣織』
16. 大田南畝（1779-1820）「八丈島方言」「八丈島俗通志」『一話一言』；約210の語彙がある。これを元に語彙調査が実施され、国語研(1950)pp.218-260にその結果が記載されている。
17. 近藤富蔵(1855)『八丈實記』；300余の語彙がある。
18. ???（?）『八丈島物語』；約80の語彙があるが他書からの拾い集めにすぎない。
19. 鶴窓帰山(1848)『八丈の寝覺草』；約80の語彙と文例がある。
20. ???（?）『八丈四島日記「海島志」抄』；約40の語彙がある。
21. ???（?）『八丈島全圖眞寫』
22. F. V. Dickens & E. Satow(1878)「Notes of Visit to Hachijo in 1878. -Dialect.」；音韻、文法、語彙を論じている。
23. 保科孝一(1900)「八丈島方言」；音韻、文法、語彙を論じ、文例を示している。
24. 八丈島教育会編(1909)『音韻取調書』；仮名書。村別に音韻を論じている。
25. 八丈島教育会編(1909)『口語取調書』；仮名書。村の違いは特に記していない。
26. 島教育会(1911)「八丈島方言」
27. 薄恕一・靑木秀虎(1914)『八丈ヶ嶋』；約70の語彙がある。
28. 大脇繁吉(1921)『八丈島仙郷誌』；約135の語彙がある。
29. 大脇繁吉(1928)『八丈島仙郷誌』；改訂版。
30. 田村栄太郎(1928)「八丈島方言上」；仮名書。100以上の語彙がある。村別に音韻を論じている。
31. 望月誼三(1930)「八丈島方言の研究」；741の語彙がある。村別に音韻、語法を論じている。
32. 丸尾芳男(1931)「八丈島方言-中之郷村方言集-」；約800の語彙と60の文例がある。
33. 松本茂雄(1931)『八丈島方言』
34. 吉田貫三(1932)『八丈島方言と八丈節』；84の語彙と12の文例がある。
35. 本山桂川(1933)「八丈島に於ける村別方言異同に關する二三の報告」；語彙を論じている。
36. 菊池治可編(1933)『八丈島方言集』
37. 本山桂川(1934)『海島民俗誌伊豆諸島篇』；本山(1933)に若干の付加。
38. 橘正一(1934)『本州東部の方言』；音韻、文法を論じている。
39. 金原田八郎(1934)『八丈島物語』第1輯
40. 籾山德太郎(1934)『伊豆七島八丈島動物方言』；動物語彙が載る。
41. 橘正一(1936)「八丈島方言の系統」；系統を論じている。
42. 國井末吉編(1936)『八丈之現勢上巻』；54の語彙と4の文例がある。
43. 宮本馨太郎(1926)『八丈島三ツ根方言集』；仮名書。200以上の語彙と6の方言歌謡がある。
44. 永久保満(1927)『趣味の東京府八丈島誌』；約150の語彙がある。
45. 平山輝男(1941)「言語島八丈島と黒潮」；無型アクセントについて論じている。
46. 金田一春彦(1943)「伊豆諸島の音韻とアクセントところどころ」；語彙が載る。
47. 北條忠雄(1948)「八丈島方言の研究」；系統を論じている。

### 大島一郎編(1987)
| 成立又は発行年                | 著者又は編者               | 書名、論文名                                                                                            | 発表誌、その他 |
| ----------------------------- | -------------------------- | --- | --- |
| 天明2年(1782)                 | ?                          | 『海島風土記』                                                                                          | 約80の語彙を収載。 |
| 天明年間 （1781-1789）        | 佐藤行信                   | 『伊豆海島風土記』                                                                                      | 収載語彙は『海島風土記』と同じもの。 |
| 寛政3年(1791)                 | 秋山章編                   | 『南方海島志』                                                                                          | 別名『伊豆海島志』。 |
| 寛政8年(1796)                 | 応斎                       | 『七島日記』                                                                                            | 代官三河口太忠随行の従者応斎による日記。 |
| 寛政8年(1796)                 | 応斎                       | 『巡島日記抄』                                                                                          | 『七島日記』とほぼ同じ内容。 昭和4年(1929)「伊豆七島日記」として『民俗資料叢書第4編』に収録。 |
| 寛政9年(1797)                 | 古河古松軒                 | 『八丈島筆記』                                                                                          | 約30の語彙を収載。 |
| 寛政13年(1801)                | 三島正英                   | 『伊豆七島風土細覧』                                                                                    | 八丈3島の約80の語彙を収載。別名『豆州風土記』。 |
| 享和2年(1802)                 | 高閔愼 （本名高橋与一）    | 『園翁交語』                                                                                            | 「八丈島語集」を収める。 |
| 文化年間 （1804-1818）        | 松田兵右衛門               | 『八丈島流人之咄』                                                                                      | 『本多利明異国話』所収。 |
| 文化8年(1811)                 | 大原正矩                   | 『八丈志』                                                                                              | 約60の語彙を収載。 |
| 文化8年(1811)                 | 服部義高                   | 『八丈島裁衣織』                                                                                        | 約80の語彙を収載。 |
| 安永 - 文政年間 （1772-1830） | 大田南畝                   | 『一話一言』                                                                                            | 巻26に『八丈島俗通志』から転載した約200の語彙を収載。 |
| ?                             | ?                          | 『八丈島物語』                                                                                          | 約80の語彙を収載。『本多利明異国話』所収。 |
| 天保 - 弘化年間 （1830-1848） | ?                          | 『三宅島新島八丈島 三ヶ島刑法大秘鑑』                                                                   | 八丈島の約30の語彙を収載。 |
| 弘化5年(1848)                 | 鶴窓帰山                   | 『やたけの寝覚草』                                                                                      | 約100の語彙を収載。方言による会話文も収める。 昭和60年(1985)勉誠社文庫133収録。 |
| ?                             | ?                          | 『八丈四島日記「海島志」抄』                                                                            | 約40の語彙を収載。 |
| 安政2年(1855)頃に ほぼ完成    | 近藤富蔵                   | 『八丈実記』                                                                                            | 天地・時刻・衣服・飲食など10部門に分けて約300の語彙を収載。 昭和39年(1964)、緑地社より翻刻。 |
| 文久元年(1861)                | 近藤富蔵                   | 『八丈島年表』                                                                                          | ? |
| 明治11年(1878)                | F.V.Dickens, E.Satow       | 「Notes of Visit to Hachijo in 1878 -Dialect」                                                          | 『日本アジヤ協会会報』6。 |
| 明治33年(1900)                | 保科孝一                   | 「八丈島方言」                                                                                          | 『言語学雑誌』第1巻2、3、4、7、10号。 |
| 明治34年(1901)                | 荻原正夫                   | 『伊豆七島志』                                                                                          | 『南方海島志』寛政3年(1791)を補修したもの。3巻、2冊。 |
| 明治35年(1902)                | ?                          | 「伊豆七島図絵」                                                                                        | 『風俗画報』253、『一話一言』の語彙の引用が主。 |
| 明治42年(1909)                | 八丈島教育会編             | 『音韻取調書』                                                                                          | ? |
| 明治42年(1909)                | 八丈島教育会編             | 『口語取調書』                                                                                          | ? |
| 明治44年(1911)                | 八丈島教育会               | 「八丈島方言」                                                                                          | 『島教育会雑誌』1 - 6。 |
| 大正3年(1914)                 | 薄恕一、青木秀虎           | 『八丈ヶ嶋』                                                                                            | 国文館。 |
| 大正10年(1921)                | 大脇繁吉                   | 『八丈島仙郷誌』                                                                                        | 昭和3年(1928)改訂版発行。 |
| 昭和3年(1928)                 | 田村栄太郎                 | 「八丈島方言 上」                                                                                       | 『国語国文の研究』20 |
| 昭和5年(1930)                 | 望月誼三                   | 「八丈島方言の研究」                                                                                    | ※原文では望月と丸尾の項が混同されていた |
| 昭和6年(1931)                 | 丸尾芳男                   | 「八丈島方言 -中之郷村方言集-」                                                                         | 『方言誌』1。国学院大学方言研究会。 |
| 昭和6年(1931)                 | 松本茂雄                   | 『八丈島方言』                                                                                          | ? |
| 昭和7年(1932)                 | 吉田貫三                   | 『八丈島方言と八丈節』                                                                                  | 大賀郷仙郷堂。昭和9年(1934)増訂。 |
| 昭和8年(1933)                 | 本山桂川                   | 「八丈島に於ける村別方言 異同に関する二三の報告」                                                       | 『国学院雑誌』39-2。 |
| 昭和8年(1933)                 | 菊地治可編                 | 『八丈島方言集』                                                                                        | ? |
| 昭和9年(1934)                 | 本山桂川                   | 『海島民俗誌 伊豆諸島篇』                                                                               | 一誠社。同書所載の「八丈島方言抄」は、『国学院雑誌』39-2の論文とほぼ同じ内容。 |
| 昭和9年(1934)                 | 橘正一、東条操             | 「本州東部の方言」                                                                                      | 『国語科学講座』7。明治書院。 |
| 昭和9年(1934)                 | 籾山徳太郎編               | 『伊豆七島八丈島動物方言』                                                                              | 籾山鳥学研究所。 |
| 昭和11年(1936)                | 国井末吉編                 | 『八丈之現勢 上巻』                                                                                     | 八丈島文化協会（大賀郷村）。 あいさつ文4例、54の語彙を収載。 |
| 昭和11年(1936)                | 宮本馨太郎                 | 『八丈島三ツ根方言集 （附方言歌謡）』                                                                   | 『趣味叢書』22。土俗趣味社。 約200の語彙を収載。 |
| 昭和12年(1937)                | 永久保満                   | 『趣味の東京府 八丈島誌』                                                                               | 南日本新聞社。約150の語彙を収載。 |
| 昭和16年(1941)                | 平山輝男                   | 「言語島八丈島と黒潮」                                                                                  | 『コトバ』3-4。国語文化研究所。 八丈島のアクセントについてはじめて触れたもの。 |
| 昭和16年(1941)                | 平山輝男                   | 「豆南諸島のアクセントとその境界線」                                                                    | 『音声学協会会報』67、68。 |
| 昭和18年(1943)                | 金田一春彦                 | 「伊豆諸島の音韻とアクセントところどころ」                                                              | 『方言研究』8。 |
| 昭和23年(1948)                | 北条忠雄                   | 「八丈島方言の研究 -特に上代性の遺存について-（一）（二）」                                             | 『日本の言葉』6、7。 |
| 昭和25年(1950)                | 国立国語研究所             | 『八丈島の言語調査』                                                                                    | ※この時の調査カードを金田章宏がエクセル化。 |
| 昭和25年(1950)                | 菊地正文                   | 『八丈島方言の概観』                                                                                    | 国立国語研究所報告書。 |
| 昭和26年(1951)                | 大間知篤三                 | 『八丈島-民俗と社会-』                                                                                  | 稿本。国立国語研究所所蔵。 |
| 昭和26年(1951)                | 吉町義雄                   | 「『園翁交語』と 『八丈実記』の島言葉」                                                                 | 『文芸研究』42。東北大学。 |
| 昭和27年(1952)                | 吉町義雄                   | 「八丈八村の方言文例」                                                                                  | 『音声学会会報』80。 |
| 昭和28年(1953)                | 浅沼悦太郎                 | 「八丈島の女の名前（ことば風土記）」                                                                    | 『言語生活』18。 |
| 昭和28年(1953)                | 北条忠雄                   | 『上代東国方言と八丈島方言』                                                                            | 自家版。 |
| 昭和28年(1953)                | 柴田武                     | 「これからの方言研究」                                                                                  | 『国語学』21。八丈島方言の動詞について記すところが多い。 |
| 昭和30年(1955)                | 後藤興善                   | 「東歌研究」                                                                                            | 『万葉集大成11 特殊研究篇』。 八丈島方言を中心として比較。 |
| 昭和30年(1955)                | 金田一春彦                 | 「八丈島方言」                                                                                          | 『世界言語概説 下』。研究社。 |
| 昭和30年(1955)                | 都竹通年雄                 | 「八丈島方言」                                                                                          | 『講座日本語III 日本語の種々相』。大月書店。 |
| 昭和30年(1955)                | 福田良輔                   | 「奈良時代東国方言の周辺- 言語基層,八丈島方言,補説」                                                    | 『文学研究』53。九州大学。 |
| 昭和31年(1956)                | 金田一春彦                 | 「東京」                                                                                                | 『NHK国語講座 方言の旅』。宝文館。八丈島方言の記述あり。 |
| 昭和33年(1958)                | 平山輝男                   | 「青ヶ島方言の所属」                                                                                    | 『国学院雑誌』59-10・11合併号。 |
| 昭和34年(1959)                | 北条忠雄                   | 「八丈島方言の国語学的研究」                                                                            | 『学芸学部紀要』9。秋田大学。 |
| 昭和34年(1959)                | 飯豊毅一                   | 「八丈島方言の語法」                                                                                    | 『国立国語研究所論集1 ことばの研究』。 |
| 昭和34年(1959)                | 浅沼悦太郎                 | 「海島一夕話(2) 八丈島の女の名前」                                                                      | 『民間伝承』244。 |
| 昭和34年(1959)                | 浅沼良次                   | 『流人の島-八丈風土記-』                                                                                | 「八丈島方言」の章あり。 |
| 昭和35年(1960)                | 小川武                     | 「八丈島方言の一考察」                                                                                  | 『郷土教材資料集』。東京都教育庁八丈出張所。 |
| 昭和35年(1960)                | 平山輝男                   | 「国語史と方言区画の論」                                                                                | 『東京都立大学創立十周年記念論文集』 「四、現代方言区画資料としての伊豆諸島方言」のうちの「(三)八丈方言」及び「(五)結び」に、八丈関係の記述あり。 「八丈方言の特殊性」と題し、昭和53年(1978)『日本の言語学第6巻方言』（大修館書店）に再録。 |
| 昭和36年(1961)                | 馬瀬良雄                   | 「八丈島方言の音韻分析」                                                                                | 『国語学』43。 |
| 昭和36年(1961)                | 柴田武                     | 「関東・東海東山」                                                                                      | 『方言学講座 第2巻 東部方言』。東京堂。 八丈島方言を中心とする記述。後に「八丈方言の位置」と題して、昭和53年(1978) 『方言の世界』（平凡社）に再録。                                                                                         |
| 昭和36年(1961)                | 北条忠雄                   | 「八丈島方言の 国語学的研究(2)」                                                                        | 『学芸学部紀要』11。秋田大学。 |
| 昭和38年(1963)                | 加藤信昭                   | 「八丈島方言における動詞の 音便形に対する私見」                                                         | 『徳島大学学芸紀要』12。 |
| 昭和39年(1964)                | 大島一郎                   | 「伊豆諸島方言の区画」                                                                                  | 『日本の方言区画』。日本方言研究会。東京堂。 |
| 昭和40年(1965)                | 平山輝男編                 | 『伊豆諸島方言の研究』                                                                                  | 明治書院。pp.167 - 209に八丈島・小島・青ガ島のアクセント、音韻、語法を記述。 |
| 昭和40年(1965)                | 日本放送協会編             | 「東京都八丈町大賀郷」                                                                                  | 『全国方言資料7-へき地・離島編(1)-』 |
| 昭和40年(1965)                | 日本放送協会編             | 「東京都八丈町中之郷」                                                                                  | 『全国方言資料7-へき地・離島編(1)-』 |
| 昭和40年(1965)                | 日本放送協会編             | 「東京都八丈町宇津木」                                                                                  | 『全国方言資料7-へき地・離島編(1)-』 |
| 昭和42年(1967)                | 金田一春彦                 | 「東国方言の歴史を考える」                                                                              | 『国語学』69。 |
| 昭和42年(1967)                | 大島一郎                   | 伊豆諸島方言における 意志と推量の形                                                                     | 『日本方言研究会 第5回研究発表会 発表原稿集』。 |
| 昭和43年(1968)                | 平山輝男                   | 『日本の方言』                                                                                          | 講談社現代新書。「3.全国方言の諸特徴 (1)奈良朝の面影を残す八丈方言」pp.114 - 125 |
| 昭和43年(1968)                | 服部四郎                   | 「八丈島方言について」                                                                                  | 『ことばの宇宙』3-11。 ※原文に「言語と言語理論 八丈〜」とあるのは誤りか。 |
| 昭和43年(1968)                | 加藤宣彦                   | 「「語い」を中心とした八丈島方言の分布的考察」                                                          | 『教育研究紀要』。東京都教育庁八丈出張所。 |
| 昭和45年(1970)                | 加藤宣彦                   | 『八丈島方言の特殊性と共通語教育』                                                                      | 都教育参考研究物44年度。 |
| 昭和45年(1970)                | 大島一郎                   | 「文法的事実の衰退と交替」                                                                              | 『方言研究の問題点』。平山輝男博士還暦記念会編。明治書院。pp.419 - 429に八丈方言についての記述あり。 |
| 昭和47年(1972)                | 平山輝男                   | 「日本語アクセントの将来」                                                                              | 『金田一博士米寿記念論集』。三省堂。pp.445 - 446に八丈アクセントについての記述あり。 |
| 昭和47年(1972)                | 村上昭子                   | 「八丈島の風と潮 -三根の発話資料より-」                                                                 | 『フィールドの歩み』1。 |
| 昭和48年(1973)                | 八丈島誌 編纂委員会        | 『八丈島誌』                                                                                            | 八丈島教育委員会。pp.614 - 629に方言の記述あり。 |
| 昭和48年(1973)                | 青柳精三                   | 「八丈島の潮流語彙」                                                                                    | 『東京教育大学文学部紀要』93。 |
| 昭和48年(1973)                | 青柳精三                   | 「八丈島の自然発話」(1)                                                                                 | 『フィールドの歩み』2。 |
| 昭和48年(1973)                | 青柳絢子                   | 「八丈島の自然発話」(2)、(3)                                                                            | 『フィールドの歩み』3、4。 |
| 昭和49年(1974)                | 原田満彦                   | 「八丈島樫立の日常表現」                                                                                | 『フィールドの歩み』5。 |
| 昭和49年(1974)                | 青柳絢子                   | 「八丈島の自然発話」(4)                                                                                 | 『フィールドの歩み』5。 |
| 昭和49年(1974)                | 青柳精三                   | 「八丈島の風の語彙」                                                                                    | 『フィールドの歩み』6。 |
| 昭和50年(1975)                | 上村幸雄                   | 「八丈島の方言 東京都八丈島中之郷」                                                                     | 『方言と標準語-日本語方言学概説』。大石初太郎、上村幸雄編。筑摩書房。「第4部 各地方言のテクスト」の3。 |
| 昭和50年(1975)                | 大島一郎                   | 「八丈方言」                                                                                            | 『新・日本語講座3 現代日本語の音声と方言』。汐文社。 |
| 昭和51年(1976)                | 菊池一男資料提供、青柳精三 | 「八丈島の自然発話」(5)                                                                                 | 『フィールドの歩み』9。 |
| 昭和51年(1976)                | 青柳精三                   | 「本州東部沿岸および伊豆諸島地域の方位潮流名」                                                          | 『日本方言研究会 第22回研究発表会発表原稿集』 |
| 昭和52年(1977)                | 磯崎乙彦編著               | 『八丈回顧』                                                                                            | pp.48 - 49「島ことば」。 |
| 昭和53年(1978)                | 杉村孝夫                   | 「八丈島の親族語彙」                                                                                    | 『日本方言の語彙』。日本方言研究会・柴田武編。三省堂。 |
| 昭和54年(1979)                | 内藤茂                     | 『八丈島の方言（しまことば）』                                                                          | 自家版。 |
| 昭和54年(1979)                | 沖裕子                     | 「待遇表現における男女差 -八丈島末吉洞輪沢集落の全員調査から」                                          | 『日本方言研究会 第28回研究発表会 発表原稿集』。 |
| 昭和55年(1980)                | 馬瀬良雄                   | 「生きている東歌の語法」                                                                                | 『言語生活』342。 |
| 昭和55年(1980)                | 大島一郎ほか               | 『八丈島方言の研究』                                                                                    | 東京都立大学国語学研究室。大島一郎のほか、中田敏夫、成田徹男、加藤和夫、加藤久雄、木川行央、沖裕子、坂東多衣子、酒井恵美子。 |
| 昭和55年(1980)                | 青柳精三                   | 「八丈島樫立方言の 母音の無声化と脱落」                                                                 | 『音声学会会報』163。 |
| 昭和55年(1980)                | 沖裕子                     | 「八丈島末吉洞輪沢における 待遇場面形成の要因」                                                         | 『日本語研究』3。東京都立大学日本語研究会。 |
| 昭和55年(1980)                | 中本正智                   | 「八丈島方言の研究- 語彙的特色と人体語彙-」                                                             | 『日本語研究』3。東京都立大学日本語研究会。 |
| 昭和56年(1981)                | 青柳精三、青柳絢子         | 「八丈島中之郷の養蚕語彙」                                                                              | 『藤原与一先生古稀記念論文集方言学論叢1 方言研究の推進』。藤原与一先生古稀御健寿祝賀論集刊行委員会編。三省堂。 |
| 昭和56年(1981)                | 内藤茂                     | 「八丈島の巻 哀切の情-おもうわよーい-」                                                                 | 『言語生活』359。あいさつお国めぐり(9)。 |
| 昭和59年(1984)                | 中本正智                   | 「八丈島方言の文法比較のための記述」                                                                    | 『国文学 解釈と鑑賞』49-1 特集＝あたらしい方言文法。 |
| 昭和59年(1984)                | 大島一郎                   | 「伊豆諸島の方言」                                                                                      | 『講座方言学5-関東地方の方言-』国書刊行会 |
| 昭和59年(1984)                | 中本正智ほか               | 「八丈島」                                                                                              | 『東京都のことば』。東京都教育委員会。中本正智のほか、高橋顕志、名嘉真三成。 |
| 昭和59年(1984)                | 山本清隆                   | 「八丈島方言における共通語化の一側面 -存在表現アル・イルおよびアスペクト表現テアル・テイルをめぐって-」 | 『日本方言研究会 第39回研究発表会発表原稿集』。 |
| 昭和60年(1985)                | 内藤茂                     | 『古語に遊ぶ-八丈方言を中心として-』                                                                    | 自家版。 |
| 昭和60年(1985)                | 沢木幹栄                   | 「地域差と世代差と場面差-八丈島における調査から-」                                                      | 『方言の諸相』。国立国語研究所。三省堂。 |
| 昭和60年(1985)                | 平山輝男                   | 「無型アクセント方言の有型化について-八丈方言の場合」                                                   | 『月刊 言語』14-7。 |

### 日国二版一巻別冊(2000)
近世の資料その二（各地方別に語彙のとられている資料）
†071 伊豆海島風土記＝豆嶼記聞（佐藤行信・吉川秀道）
†072 豆州諸島物産図説（田村元長） 1793頃 ---- 八丈島に立ち寄っているので語彙が載るかもしれない。
†075 八丈島語 1802
†076 八丈誌（大原正矩） 1836
†077 八丈実記（近藤富蔵） 1848 - 55
†078 八丈方言俗通志（一話一言所収）
†079 八丈物産誌（大村某） 1751頃
†080 八たけの寝さめ草（鶴窓主人） 1848
近代の資料その一（広い地域にわたって語彙のとられている資料）
038 全国方言資料（日本放送協会） 1966 - 67 ---- 第七巻「辺地・離島編I 東北・関東」に載るかもしれない。参考
042 言語学雑誌 1900
八丈島方言（保科孝一）＝一・二
044 音声学会会報 1952
八丈八村方言の文例（吉町義雄）＝八〇
近代の資料その二（各地方別に語彙のとられている資料）；東京伊豆諸島
323 伊豆諸島方言の研究（平山輝男） 1965
324 音韻調査＝八丈島教育会報二 1911
325 口語法調査＝八丈島教育会報二 1911
334 八丈島方言（丸尾芳男）＝方言誌一 1930 ---- 1931の誤り
335 八丈島の言語調査（国立国語研究所） 1950
336 八丈島方言の語法（飯豊毅一）＝ことばの研究 1959
337 八丈島（大間知篤三） 1960
338 伊豆七島八丈島の動物方言（籾山徳太郎） 1934
339 黒潮圏の八丈島（小川武） 1958
340 八丈島三ッ根村方言集（宮本馨太郎）＝趣味叢書二二 1936
341 八丈島仙郷誌（大脇繁吉） 1928
343 八丈島中之郷（丸井芳男）＝方言誌一 1931 ---- 丸尾芳男の誤りで、334と重複掲出

### 金田章宏(2001)
佐藤行信(1782)『伊豆海島風土記』1-4、八丈島から青ケ島の部分、内閣文庫
???（1789-1801）『八丈島』（寛政年間）
古河古松軒(1797)『八丈島筆記』内閣文庫
大原正矩(1811)『八丈誌』内閣文庫
服部義高(1811)『八丈裁衣織』
???(1822)『八丈島々日記』
伴信友(1841)『八丈島謡詞』（伴信友校蔵書 第五十四冊）
井上正文(1848)「天下大平風雨時順五穀成就村内安全■■拓虫除祈祭文」
F.V.DICKINS and ERNEST SATOW(1878)「NOTES OF A VISIT TO HACHIJO IN 1878」『日本アジア協会会報』
青柳精三訳「NOTES OF A VISIT TO HACHIJO IN 1878」が存在するらしい。
近藤富蔵(1855)『八丈実記』
???(1996.09)「長戸路家文書」（末吉小学校）、東京都公文書館に蔵書があるらしいが「末吉小学校」との関連は不明
近藤富蔵（1964-1982）『八丈実記』緑地社（、および稿本）
「序 海道図 風文 潮汐」(7)『八丈実記』1巻1篇
「八丈名義 五村惣評」(6)『八丈実記』1巻3篇
「居宅 風俗 方言 年中行事」(18)『八丈実記』1巻5篇
「土産」(32)『八丈実記』1巻6篇
「絹織物」(34)『八丈実記』1巻8篇
「南方海島志」(11)『八丈実記』2巻2篇
「総目録」(1)『八丈実記』6巻4篇
「抜書一」(2)『八丈実記』6巻5篇
「抜書二」(3)『八丈実記』6巻6篇
保科孝一(1899)「八丈島見聞録」『太陽』5-4
坂本正行(1900.09.30)「近藤富蔵が”告白”英国外交官アーネスト・サトウに」「八丈島のヤマモモ」『南海タイムス』第2518号
保科孝一(1900)「八丈島方言」『言語学雑誌』第一巻、冨山房雑誌部
国語調査教育会編(1905)『音韻調査報告書』
国語調査教育会編(1906)『口語法調査報告書』
八丈島教育会(1909)『口語法取調書』『音韻取調書』
???(1916.01)「船木口祭司」
一洲生(1925)「国語教授の参考」『八丈島教育会誌』
小寺融吉(1926)「八丈島の話」『民族』1-6
東条操(1927)『国語の方言区画』 ---- 伊豆諸島と関係あるか不明
田村栄太郎(1928)「八丈島方言（上）」『国語国文の研究』20
望月誼三(1930)「八丈島方言」稿本
国学院方言研究会(1931)「八丈島方言 方言誌1」プリント
吉田貫三（1932,1934増補版）『八丈島方言集と八丈節』
本山桂川(1933)「八丈島における村別方言異同に関する二三の報告」『国学院雑誌』
橘正一・東条操(1934)「伊豆諸島方言」『国語科学講座』7
東条操(1934)「関東方言」『国語科学講座Ⅶ 国語方言学 本州東部の方言』明治書院
橘正一(1936)「八丈島方言の系統」『国語教育・方言研究』1
宮本馨太郎(1936)「八丈島三ツ根村方言」稿本
永久保満(1937.11)『趣味の東京府八丈島誌』
東条操（1938,1944増訂版）『方言と方言学』 ---- 伊豆諸島と関係あるか不明
平山輝男(1941)「言語島八丈島と黒潮」『コトバ』3-4
松尾捨次郎(1942)『国語教学の体験』 ---- 伊豆諸島と関係があるか不明
金田一春彦(1943)「伊豆諸島の音韻とアクセントところどころ」『方言研究』8
柳田國男(1946)『毎日の言葉』 ---- 伊豆諸島と関係があるか不明
北条忠雄(1948)「八丈島方言の研究-特に上代制の遺存について-」『日本の言葉』
菊池正文(1950)「八丈島方言の概観」稿本
国立国語研究所(1950)『八丈島の言語調査』
瀬川清子(1950)「女性と祭り」『民間伝承』14-7
???(1950.08)「紙つぶて」『新聞用語研究』43、朝日新聞社、廃刊雑誌であり国語研に蔵書があることになっている
大間知篤三(1951)「島の人口問題 -八丈島の事例」『民間伝承』15-7
柴田武(1951)「コミュニケーション」『国語教育講座1言語生活（下）』
吉町義雄(1951)「『園翁交語』と『八丈実記』の島言葉」『文学研究』42、九州大学
楳垣実(1952)「三宅島・八丈島の方言を探る「ことば」の資料収集第1回」『文研月報』14
蔵田周忠(1952)「民家帖(17)」『民間伝承』16-2
酒井卯作(1952)「伊豆青ヶ島の巫女」『民間伝承』16-3
吉町義雄(1952)「八丈八村方言の文例」『音声学会会報』80、全日本音声学者綜合学会
金田一春彦(1953)「辺境地方の言葉は果たして古いか」『言語生活』
柴田武(1953)「これからの方言研究」『国語学』11
東条操(1953)「方言と古語」『国語学』 ---- 伊豆諸島と関係あるか不明
東条操(1954)『日本方言学』 ---- 伊豆諸島と関係あるか不明
青ヶ島学術調査団(1955.01)『青ヶ島調査報告』第一集
金田弘(1955)「東国語脈で書かれた抄物二三-江戸初期東国方言研究資料-」『国語学』20
金田一春彦(1955)「八丈島方言」『世界言語概説 下』
後藤興善(1955)「東歌研究」『万葉集大成（特殊研究篇）』
都竹都年雄(1955)「東日本の巻 八丈島方言」『講座日本語 第三巻 日本語の種々相』大目書店
都竹都年雄(1955)「万葉集の民謡と方言」『国語学研究』『国語学研究』
服部四郎(1955)『日本語の系統』
福田良輔(1955)「奈良時代東国方言の周辺-言語基層・八丈島方言・補説」『文学研究』
岡野徳之助(1956)「三根永郷地区に於ける島言葉の研究」プリント
北条忠雄(1956)「係結法管見-コソ係結の本質と八丈島方言の係結法-」『秋田国語国文』1
大島一郎（1957?）「三宅島及び御蔵島方言の語法」『国学院雑誌』58-6
清水茂夫(1957)「奈良田ことばの語法」『甲斐民俗叢書』3 ---- 伊豆諸島とどう関係するか不明
東条操(1957)『方言学の話』 ---- 伊豆諸島と関係あるか不明
山階芳正・竹田旦(1957)『日本のはなれ島』青葉書房
小川武（1958,1964改訂版）『黒潮圏の八丈島（風俗と慣行）』八丈島新聞社
酒井卯作(1958)「八丈島の隠居沢」『民間伝承』22-4,5
平山輝男(1958)「青ヶ島方言の所属」『国学院雑誌』10-11
浅沼良次（1959,1968改訂版）『流人の島』日本週報社
飯豊毅一(1959)「八丈島方言の語法」『ことばの研究』
北条忠雄(1959,1961)「八丈島方言の国語学的研究(一)(二)」『秋田大学学芸学部研究紀要』
平山輝男(1960)「八丈方言の特殊性」『東京都立大学創立十周年記念論文集』（『日本の言語学6 方言』所収）
馬瀬良雄(1961)「八丈島方言の音韻分析」『国語学』43
浅沼良次(1962)「八丈島の方言」プリント
大島一郎(1962,1963)「伊豆利島方言の語法」『国語学』48,49
浅沼良次(1963.01)「八丈島民話選」『八丈文化』第1号、八丈島文化会
加藤信昭(1963.03)「八丈島方言における動詞の音便形に対する私見」『徳島大学学芸部紀要人文科学篇』12巻
楳垣実(1964)「方言区画論小史」『日本の方言区画』
大岩正仲(1964)「方言区画私議」『日本の方言区画』
大島一郎(1964)「伊豆諸島の方言区画」『日本の方言区画』
平山輝男編(1965)『伊豆諸島方言の研究』明治書院
大間知篤三・金山正好・坪井洋文(1966)『八丈島』角川書店
大間知篤三（?）「新島の掘井戸」『民間伝承』30-4
日本放送出版協会(NHK)(1966)『全国方言資料』（1981カセット版・1999CD-ROM版）
北条忠雄(1966.03)『上代東国方言の研究』日本学術振興会、丸善
「上代東国方言と八丈島方言」、「第二篇 資料論・編纂論」、「第二篇 特殊語法論」
金田一春彦(1967)「東国方言の歴史を考える」『国語学』69、国語学会
大岩正仲(1968)「展望・方言」『国語学』73
加藤宣彦(1968)「「語い」を中心とした八丈島方言の分布的考察」
服部四郎(1968)「八丈島方言について」『ことばの宇宙』11
金山正好（1969冬）「八丈島系統の祭事祈祷伝書」『民俗芸能』35
渡辺従義(1969)「八丈島のわらべ歌（古謡を尋ねて）」プリント
伊川公司(1970)「高校生の方言理解と八丈島方言の源流」『昭和45年度教育研究紀要』都教育庁八丈出張所
東京都八丈支庁編(1972.03)『青ヶ島 現況と問題点、施策とその展望』東京都八丈支庁
村上昭子(1972)「八丈島の風と潮-三根の発話資料より-」『フィールドの歩み』1
青柳精三(1973)「八丈島の自然会話(1)」『フィールドの歩み』第2巻
青柳絢子(1973)「八丈島の自然会話(2)」『フィールドの歩み』第3巻
青柳絢子(1973)「八丈島の自然会話(3)」『フィールドの歩み』第4巻
東京都八丈島八丈町教育委員会（1973・1983改訂版）『八丈島誌』八丈島誌編纂委員会
青柳絢子(1974)「八丈島の自然会話(4)」『フィールドの歩み』第5巻
青柳精三(1974)「八丈島の風の語彙」『フィールドの歩み』第6巻
原田満彦(1974)「八丈島樫立の日常表現」『フィールドの歩み』第5巻
矢口祐康(1974)「八丈島中之郷の伝承-昔話を中心に-」『日本民俗学』96
大島一郎(1975)「八丈方言」『新・日本語講座3』
小林亥一(1976)『浄土宗 和讃 青ヶ島』
磯崎乙彦(1977)『八丈回顧』
共著(1978.03)「特集 回想の青ケ島」『あるくみるきく』133 ---- 主著者が判明したらその名前に替えるべき
服部四郎(1978.03)「日本祖語について・3」『月刊言語』
荒関哲嗣(1979)『黄八丈－その歴史と製法』翠楊社
内藤茂(1979)『八丈島のショメ節』
内藤茂(1979)『八丈島の方言』
森下喜一(1979.12)「八丈島における接尾語「メ」の機能について-特に各年令層を通して-」『岩手医科大学教養部研究年報』14
青柳精三(1980.04)「八丈島樫立方言の母音の無声化と脱落」『音声学会会報』163、全日本音声学者綜合学会
大島一郎ほか(1980)『八丈島方言の研究』東京都立大学国語学研究室
沖裕子(1980)「八丈町末洞輪沢における待遇場面形成の要因」『日本語研究』3、東京都立大学国語学研究室
中本正智(1980)「八丈島方言の研究-語彙的特色と人体語彙-」『日本研究』3
馬瀬良雄(1980.06)「生きている東歌の語法」『言語生活』342、筑摩書房
鈴木光志(1982)「神津島集誌」Ⅰ-Ⅴ集
八丈文化財専門委員会(1983)『八丈島関係文献目録』八丈島教育委員会
北条忠雄(1983)「東北・関東－方言における待遇表現」『武蔵野文学』31
青ヶ島村教育委員会（1984,1996第二版）『青ヶ島の生活と文化』青ヶ島村役場
奥村三雄(1984)「方言の動詞」『研究資料日本文法』②
中本正智(1984)「八丈島方言の文法」『国文学解釈と鑑賞』
野口啓吉(1984)『伊豆諸島のわらべ唄』第一書房
鶴窓帰山(1985)『八丈の寝覚草』勉誠社文庫133（中田祝夫） ---- 鶴窓帰山「八多化の寝覚草」より
鶴窓帰山（?）『八丈島言語集』筑波大国書
葛西重雄(1985)『八丈島植物方言総覧』
葛西重雄（?）『青ケ島植物方言仮目録』プリント
葛西重雄（?）『八丈島魚類名鑑－方言・和名総索引 魚類総目録』プリント
沢木幹栄(1985)「地域差と世代差と場面差-八丈島における調査から-」方言の諸相『国研報告』84
本田安次(1985)『東京都民俗芸能誌』下巻、錦正社
金田章宏(1986.01)「たずねとうたがい」『国文学解釈と鑑賞』51(1)、至文堂 ---- 山形県南陽方言の研究論文
東京都教育委員会(1986)『東京都言語地図』東京都情報連絡室情報公開部都民情報課
???(1986.11)「湯乃祭文」等
大島一郎編(1987)『八丈島方言における言語変化 -共通語化の側面を中心として』東京都立大学人文学部国語学研究室
金田章宏(1987.02)「指示代名詞の体系と用法」『国文学解釈と鑑賞』52(2)、至文堂 ---- 山形県南陽方言の研究論文
内藤茂(1987)『古語に遊ぶ（二）-八丈島の方言・習俗を中心として-』「古語シリーズ(二)」
山本清隆(1988)「八丈島方言における存在表現とアスペクト表現の共通語化について-アル・イルおよびテアル・テイルをめぐって-」此島正年博士喜寿記念『国語語彙語法論叢』桜楓社
奥山熊雄・金田章宏(1990)「八丈島三根方言動詞の形態論 アスペクトをめぐって」『国文学解釈と鑑賞』
日本方言研究会(1990)「方言区画論の歴史」（一部）『日本方言研究の歩み-論文編-』
金田章宏(1991)『私家版資料②八丈島三根の民話と伝説』
奥山熊雄・金田章宏(1991)「八丈島三根方言動詞の形態論 過去の「き」をもつテンス形式」『国文学解釈と鑑賞』
宮田登(1991)『黒潮の道』（「海と列島文化」第7巻）小学館
金田章宏(1992)「八丈島の民話と談話」『国文学解釈と鑑賞』
庄田元男(1992)「第十五章 流人の島、八丈へ 一八七八年」『日本旅行日記2』平凡社
伊豆諸島・小笠原諸島民俗誌編纂委員会(1993)『伊豆諸島・小笠原諸島民俗誌』
金田章宏(1993a)「八丈島方言の音韻（三根地区） おぼえがき」『千葉大学留学生センター雑誌』
金田章宏(1993b)「「二重」表示現象をめぐって-八丈島三根方言を例に-」『日本語の格をめぐって』
金田章宏(1993c)「形容詞と動詞をつなぐもの」『国文学解釈と鑑賞』
八丈島八重根遺跡調査会(1993)『八重根』
山口幸洋(1993)「八丈島方言のアクセント分析(2)」『静岡大学人文学部人文論集』44-1
近藤富蔵翁没後百年記念事業実行委員会(1994)『没後百年記念誌 近藤富蔵』近藤富蔵翁没後百年記念事業実行委員会
東京都教育庁八丈出張所(1994)『八丈島関連文献目録』
金田章宏(1995a)「方言における文法的意味」『国文学解釈と鑑賞』
金田章宏(1995b)「保科孝一著『八丈島方言』をよみなおす(1)」『千葉大学留学生センター紀要』第1号
佐藤友之(1995)『江戸の流刑囚 近藤富蔵』
金田章宏(1996a)「連用形の終止用法をめぐって」『千葉大学留学生センター紀要』第2号
金田章宏(1996b)「八丈方言うちけし動詞の成立をめぐって」『日本語文法の諸問題』
金田章宏(1996c)「感情・感覚における局面のとらえかた」『国文学解釈と鑑賞』
金田章宏(1996d)「いくつかの単語の意味のズレをめぐって」『国文学解釈と鑑賞』
岩崎由美（1998.01-02）「シリーズ「この鳥を守ろう」の現在 第31回 カラスバトその1 -伊豆諸島のカラスバト」『私たちの自然』433
岩崎由美・市石博(1998)「伊豆大島・根島におけるカラスバトのねぐら」『STRIX』16、Wild Bird Society of Japan
金田章宏(1998a)「現代日本語のなかの係り結び」『月刊言語』
金田章宏(1998b)『八丈方言談話資料1 青ヶ島方言』
金田章宏(1998c)「待遇表現とやりもらいについてのおぼえがき 八丈方言の例から」『国文学解釈と鑑賞』
津久井雅志・鈴木裕一(1998)「三宅島火山最近7000年間の噴火史」『火山』第43巻第4号
浅沼良次(1999)『八丈島の方言辞典』
岩崎由美(1999.05)「伊豆諸島のカラスバトの現状」『どうぶつと動物園』
金田章宏(1999a)「笥・麻笥、桶・麻績み桶をめぐる一考察」『国文学解釈と鑑賞』
金田章宏(1999b)「八丈方言から古代語をさぐる」『日本語学』
金田章宏(1999c)「八丈方言談話資料2 中之郷方言」『琉球方言音韻・文法・語彙の研究』
奥山熊雄・金田章宏(1999)『奥山熊雄の八丈島のうたと太鼓』
津久井雅志(1999)「三宅島火山の形成と噴火の歴史」月刊『地球』Vol.21,No7
小田静夫(2000)『黒潮圏の考古学』
金田章宏(2000)「保科孝一｢八丈島方言｣の百年」『国文学解釈と鑑賞』
工藤真由美(2000)「八丈方言のアスペクト・テンス・ムード」『阪大日本語研究』
山岡耕春(2000)「三宅島・神津島の地下で何がおこっているのか-地震・火山活動の原因をさぐる」『科学』VOL70,No11、岩波書店
金田章宏(2001a)「八丈方言」『国文学解釈と鑑賞』
金田章宏(2001b)「方言文法研究におけるテンス・アスペクト研究」『国文学』
金田章宏(2001c)「八丈方言の現状といくつかの文法現象をめぐって」『日本語の消滅に瀕した方言に関する調査研究』
浅沼悦太郎（?）「生で食べる野山の植物」『民間伝承』28-2
浅沼芳信（?）『八丈小島の伝説と人物誌』
佐々木繁（?）「資料及報告 八丈島の民謡」『郷土研究』1-11
佐原喜三郎（?）「朝日逆島記」
蛸島直（?）「末吉における民俗医学的資料の概観」
中西敬二郎（?）「八丈紀行」『民間伝承』32-1
宮尾重男（?）「B 青ケ島の芸能」
山本操（?）「赦免花と梅辻飛騨守」『民間伝承』32-4

### 日本方言研究会編(2005)
1. 方言書目；地方；関東；東京
八丈島教育会(1911.05)『八丈島教育会報』
丸尾芳男(1931.02)『八丈島方言（方言誌第一輯）』国学院大学方言研究会
吉田貫三(1932.07)『八丈島方言集と八丈節』大賀郷仙郷堂
籾山徳太郎(1934.12)『伊豆七島八丈島動物方言』籾山鳥学研究所
宮本馨太郎(1936.05)『八丈島三ツ根村方言集（趣味叢書第二十二編）』土俗趣味社
菊地正文(1950)『八丈島方言の概観』国語研報告書
国立国語研究所(1950.03)『八丈島の言語調査』国立国語研究所
北条忠雄(1953.06)『上代東国方言と八丈島方言』
近藤富蔵(1964.11)『八丈実記1 - 7』緑地社
加藤宣彦(1969.03)『「語い」を中心とした八丈島方言の分布的考察』加藤宣彦
磯崎乙彦(1977.11)『八丈回顧』磯崎乙彦
内藤茂(1979.03)『八丈島の方言（しまことば）』内藤茂
大島一郎ほか(1980.10)『八丈島方言の研究』東京都立大国語学研究室
女子聖学院短大方言ゼミナール(1982.01)『三宅島八丈島の探歩 第3回』女子聖学院短大方言ゼミナール
内藤茂(1985.01)『古語に遊ぶ1 八丈島方言を中心として』内藤茂
東京都教育庁社会教育部文化課(1986)『八丈小島方言調査報告書 昭和60年度』東京都教育委員会
大島一郎(1987.03)『八丈島方言における言語変化 共通語化の側面を中心として』東京都立大学人文学部国語学研究室
浅沼良次(1999.10)『八丈島の方言辞典』朝日新聞出版サービス
金田章宏(1998.03)『八丈方言談話資料1 青ヶ島方言』千葉大学留学生センター
金田章宏(2001.09)『八丈方言動詞の基礎研究』笠間書院
2. 方言論文（資料）；地方；関東；東京
保科孝一（1900.03-12）「八丈島方言」『言語学雑誌』1-2 - 4・7・10
島教育会（?）「八丈島方言」『島教育会雑誌』1-6
???(1902.08)「伊豆七島言語」『伊豆七島図会特別号 風俗画報』254 ---- 語彙が載るか?
三島正英(1919.06)「伊豆七島風土細覧」『飛騨史壇』4-11 ---- 語彙が載るか?
丸尾芳男(1931.12)「八丈島方言」『方言誌』1
本山桂川(1933.02)「八丈島に於ける村別方言異同に関する二三の報告」『国学院雑誌』39-2
橘正一(1936.01)「八丈島方言の系統」『国語教育』21-1
平山輝男(1941.04)「言語島八丈島と黒潮」『コトバ』3-4
金田一春彦(1943.11)「伊豆諸島の音韻とアクセントところどころ」『方言研究』8
北条忠雄(1948.03,08)「八丈島方言の研究-特に上代性の遺存について-（一）（二）」『日本の言葉』6・7
吉町義雄(1951.11)「「園翁交語」と「八丈実記」の島言葉」『文学研究』42
吉町義雄(1952.12)「八丈八村の方言文例」『音声学会会報』80
浅沼悦太郎(1953.03)「八丈島の女の名前（ことば風土記）」『言語生活』18
染木煦(1954.09)「八丈島の小民具について」『日本民俗学』2-2
福田良輔(1955.12)「奈良時代東国方言の周辺-言語基層・八丈島方言・補説」『文学研究』53
金田一晴彦(1956.07)「方言の旅 奥地・離島の方言 関東地方 伊豆七島」『NHK国語教育講座』2-4 ---- 語彙が載るか?
平山輝男(1958.11)「青ヶ島方言の所属」『国学院雑誌』10・11
北条忠雄(1959.02)「八丈島方言の国語学的研究」『学芸学部研究紀要（秋田大学）』9
飯豊毅一(1959.02)「八丈島方言の語法」『ことばの研究（国立国語研究所論集1）』
浅沼悦太郎(1959.12)「海島一夕語(2)-八丈島の女の名前-」『民間伝承』244
馬瀬良雄(1961.02)「八丈島方言の音韻分析」『国語学』43
北条忠雄(1961.03)「八丈島方言の国語学的研究(2)」『学芸学部研究紀要（秋田大学）』11
加藤信昭(1963.03)「八丈島方言における助詞の音便形に対する私見」『徳島大学学芸紀要』12
大島一郎(1964.11)「伊豆諸島の方言区画」『日本の方言区画』
浅沼悦太郎(1967.10,12,1968.04)「伊豆諸島魚介類名雑記 (1) - (3)」『民間伝承』278 - 280
大島一郎(1967.11)「伊豆諸島方言における意志と推量の形」『日本方言研究会第5回発表原稿集』
服部四郎(1968.11)「八丈島方言について」『ことばの宇宙』3-11
加藤宣彦(1970.03)「八丈島方言の特殊性と共通語教育」『都教育参考研究物44年度』
青柳精三(1972.09)「ことばの“重み”と“深さ”-八丈語の二、三の語をめぐって-」『フィールドの歩み』1
村上昭子(1972.09)「八丈島の風と潮-三根の会話資料より-」『フィールドの歩み』1
青柳精三(1973.03)「八丈島の自然会話(1)」『フィールドの歩み』2
青柳絢子(1973.03,11)「八丈島の自然会話(2)(3)」『フィールドの歩み』3・4
青柳精三(1973.03)「八丈島の潮流語彙」『東京教育大文学部紀要』93
青柳絢子(1974.03)「八丈島の自然会話(4)」『フィールドの歩み』5
原田満彦(1974.03)「八丈島樫立の日常表現」『フィールドの歩み』5
青柳精三(1974.12)「八丈島の風の語彙」『フィールドの歩み』6
上村幸雄編(1975.01)「八丈島の方言〈方言のテクスト〉」『方言と標準語-日本語方言学概説』
大島一郎(1975.05)「八丈方言」『新・日本語講座』3
菊池一男、補記-青柳精三(1976.10)「八丈島の自然会話(5)」『フィールドの歩み』9
杉村孝雄(1978.10)「八丈島の親族語彙」『日本方言の語彙』
杉村孝雄(1979.05)「八丈島末吉方言の文末詞」『押見虎三二教授退官記念論集 国語表現論叢』
沖裕子(1979.05)「待遇表現における男女差-八丈島末吉洞輪沢集落の全員調査から」『日本方言研究会第28回発表原稿集』
菊池一男、青柳精三、沖山義明(1979.12)「八丈島の自然会話(6)」『フィールドの歩み』13
森下喜一(1979.12)「八丈島における接尾語「メ」の機能について 特に各年齢層を通して」『岩手医科大教養部研究年報』14
青柳精三(1980.04)「八丈島樫立方言の母音の無声化と脱落」『音声学会会報』163
中本正智(1980.10)「八丈島方言研究 語彙的特色と人体語彙」『日本語研究』3
沖裕子(1980.10)「八丈島末吉洞輪沢における待遇場面形成の要因」『日本語研究』3
青柳精三、青柳絢子(1981.06)「八丈島中之郷の養蚕語彙」『方言学論叢I 方言研究の推進』
中本正智(1984.01)「特集・あたらしい方言文法 八丈島方言の文法 比較のための記述」『国文学解釈と鑑賞』49-1
平山輝男(1985.07)「無型アクセント方言の有型化について 八丈方言の場合」『言語』14-7
中本正智(1986.08)「特集・古典文法をみなおす 古典文法と八丈方言」『国文学解釈と鑑賞』51-8
奥山熊雄、金田章宏(1990.07)「八丈島三根方言動詞の形態論 アスペクトをめぐって」『国文学解釈と鑑賞』55-7
奥山熊雄、金田章宏(1991.01)「八丈島三根方言 動詞の形態論 過去の「き」をもつテンス形式」『国文学解釈と鑑賞』56-1
金田章宏(1992.07)「各地録音紹介-文字化と解説 八丈島の民話と談話」『国文学解釈と鑑賞』57-7
金田章宏(1993.12)「八丈島方言の音韻（三根地区）おぼえがき」『千葉大学留学生センター雑誌』1993
金田章宏(1993.12)「「二重」表示現象をめぐって 八丈島三根方言を例に」『日本語の格をめぐって』
山口幸洋(1993.01,07,1994.07)「八丈島方言のアクセント分析 (1) - (3)」『人文論集〈静岡大学〉』43-2、44-1、45-1
伊豆山敦子(1994.03)「琉球・八丈島両方言における2種の1人称代名詞」『独協大学教養諸学研究』28-2
金田章宏(1995.03)「保科孝一著「八丈島方言」をよみなおす(1)」『千葉大学留学生センター紀要』1
金田章宏(1996.01)「感情・感覚における局面のとらえかた 八丈島三根方言を例に」『国文学解釈と鑑賞』61-1
金田章宏(1996.03)「〈研究ノート〉連用形の終止用法をめぐって 八丈方言の文法現象から」『千葉大学留学生センター紀要』2
山口幸洋(1996.04)「疑似語アクセントの意味するもの 八丈島方言を中心に」『言語学林1995-1996』1996-4
金田章宏(1996.11)「八丈方言うちけし動詞の成立をめぐって」『日本語文法の諸問題 高橋太郎先生古希記念論文集』
山口幸洋(1997.10)「八丈島方言のバイリンガルについて(1)」『静岡・ことばの世界』1
金田章宏(1998.01)「待遇表現とやりもらいについてのおぼえがき 八丈方言の例から」『国文学解釈と鑑賞』63-1
金田章宏(1998.07)「現代日本語のなかの係り結び 八丈方言の例を中心に」『言語』27-7
金田章宏(1999.01)「八丈方言から古代語をさぐる」『日本語学』18-1
金田章宏(1999.03)「八丈方言談話資料(2)中之郷方言」『琉球方言音韻・文法・語彙の研究 周辺諸方言との比較研究も含めて』1
金田章宏(2000.01)「保科孝一「八丈島方言」の百年」『国文学解釈と鑑賞』65-1
工藤真由美(2000.03)「八丈方言のアスペクト・テンス・ムード」『阪大日本語研究』12
金田章宏(2001.01)「八丈方言」『国文学解釈と鑑賞』66-1
金田章宏(2001.02)「方言文法研究におけるテンス・アスペクト研究 八丈島方言の現在進行と同時性をめぐって」『国文学解釈と教材の研究』46-2

### 新島村(2008.01.18)
66-894-01e 永井甃石：八丈島の嫁娶(挿図解説).風俗画報,(75), 4-5. は107
66-898-01e 浅沼禎一：八丈島俚諺.東京人類学会雑誌,13(148), 420-421.
66-899-01c 保科孝一：八丈島見聞録.太陽,5(4), 110-121. は97
66-899-02e 保科孝一：八丈島見聞録(承前).太陽,5(5), 141-146. は97
66-899-03e 保科孝一：八丈島見聞録.太陽,5(6), 138-147. は97
66-899-04e 保科孝一：八丈島見聞録(承前).太陽,5(7), 140-146. は97
66-05-01e 向鴎逸人：療痾地としての八丈島.太陽,11(12), 189-195. り12
66-06-01 太田宙花：八丈島断片.新小説,11(1), p. は87
66-08-01d 野村水藻：八丈島の婦人.新小説,13(3), 124-127. は188
66-09-01e 編輯部：八丈島.風俗画報,(394), 22-23. は31
66-12-01b 杉田常吉：八丈島に関する伝説.地学雑誌,24(288), 845-852.
66-14-01c 佐々木繁：八丈島の民謡.郷土研究,1(11), 687-689.（は67）
66-14-02c 土居暁風：八丈島の人の始.郷土研究,2(7), 440 ---- 土居か土肥か?東大に蔵書あり
66-14-04 土肥暁風：八丈島の女.文芸倶楽部,20(5), p. は143 ---- 土居か土肥か?東大に蔵書あり
66-14-05 薄・青木他：八丈島.国文館,p. （は12）
66-26-01e 小寺融吉：八丈島の話.民族,2(6), 1131-1133. は161
66-26-04c 本山桂川：八丈島昔話.海島風趣,坂本書店,54-88.（は27）
66-26-05c 本山桂川：八丈島民謡.海島風趣,坂本書店,89-95.（か18）
66-26-06s 小笠原梅吉：八丈島のロマンス.三土社,p.（は52）
66-27-01e 今和次郎：八丈島のおくらと家.日本の民家増訂版(334p), 岡書院,166-171.
66-27-02 藤木喜久麿：八丈島の凧.郊外,8(3), p. は156
66-28-05 藤木喜久麿：神着村の盆踊歌.9(1), p.
66-28-06 松川二郎：ショメ節.民謡をたずねて,博文館,p. （し3）
66-29-02 清伝：島日記.民俗資料叢書,3篇,p. （し35）
66-30-01e 藤木喜久麿：八丈島の玩具.旅と伝説,3(3/27), 304-307.（は1）
66-30-02e 遠畑眞琴：八丈の民謡.旅と伝説,3(9/33), 965-969.（は8）
66-31-01c 尾崎士郎：新刊「黄八丈」紹介.郷土研究,5(3), 213.
66-32-01d 梶旗吉：八丈雑記(1)ノートから.旅と郷土と,北斗社,1(3), 40-41.（は2）
66-32-02d 梶旗吉：八丈雑記(2).旅と郷土と,北斗社,1(4), 43-44.
66-33-01d 小島林司：各地の婚姻習俗 東京府八丈島.旅と伝説,6(1/61), 92-93.（は117）
66-35-01g 橘正一：月経方言考. 旅と伝説, 8(5/89), 89-95.
66-36-01g 橘正一：摺粉木と摺鉢の方言. 旅と伝説, 9(2/98), 87-91.
66-38-02s 柳沼澤介：島の子供.コドモノクニ2月号(54p), 東京社, - .（し29）
66-39-01e 大間知篤三：八丈島の正月餅.海村調査報告第1回,民間伝承の会,42-50.（は14）
66-40-01d 中山周平：八丈島の伝説と方言など.昆虫界,8(80), 731-737.（は5）
66-40-02d 塩田英五郎：丹那婆の伝説に就いて.昆虫界,8(80), 737-739.
66-42-02c 藤木喜久麿：八丈島と為朝伝説.島と島人,八弘書店,165-180.
66-43-01d 今和次郎：八丈島のおくらと家.改稿日本の民家(302p), 相模書房,124-126.（は57）
66-50-01e 瀬川清子：女性と祭り.民間伝承,14(7/146), 241-245.（し22）
66-50-02e 大間知篤三：八丈島の女性-日本周辺島嶼の婚姻(2) -.民族学研究,15(1), 11-21.
66-50-04 大間知篤三：八丈島流罪と女性.法律のひろば,(4),p. は66
66-51-01d 大間知篤三：八丈島.創元社→「伊豆諸島の社会と民俗,327-352」に所載.（は62）
66-51-02m 渡辺伸一郎：八丈メナラベ. 婦人公論, 9月号, 78-79.
66-51-03s 長谷川伸：八丈つむじ風.湊書房, p.（は134）
66-52-01e 酒井卯作：伊豆青ヶ島の巫女.民間伝承,16(3), 109-112.（い106）
66-52-02e 蔵田周忠：八丈島の民家.民間伝承,16(3), 134-135.（は6）
66-52-03e 酒井卯作：青ヶ島巫女の祭文.民間伝承,16(6), 305-309.（あ10）
66-52-04c 柴田武：これからの方言研究.国語学,(12), 25-38. こ4
66-54-01e 宮尾しげを・本田安次：八丈島の民謡.東京都の郷土芸能(308p), 一古堂書店,251-274+楽譜12p. （は32）
66-54-02e 染木煦：八丈島の小民具について.日本民俗学,2(2), 62-71.
66-55-01d 白石一恵：八丈島の生活.しま,(5), 260-261.
66-55-02e 奥山壬子：私のすむ島.しま,(8),484.
66-55-03e 広江しずい：「しま」のおじさん・おばさんへ.しま,(8),496.
66-55-04d 辻尚：島の芋焼酎.笑の泉,10(10), 220- 222.（し40）
66-55-05d 辻尚：島の常務さん.笑の泉,10(11), 247- 249.（し26）
66-55-06d 臼田甚五郎：歌謡の風趣-伊豆の古謡をめぐって-.国学院雑誌,56(4), 101-120.（か10）
66-55-07d 高津勉：青ヶ島教室.法政大学出版局,308p.（あ13）
66-55-10 都竹通年雄：八丈島方言.講座日本語,p. は189
66-56-01e 佐々木船雄：ラジオを買いたい.しま,(9),555.
66-56-02e 田村ふさ子：子供達と最近の青ヶ島,しま,(10), 601-608.
66-56-03e 浅沼悦太郎：今と昔と.民間伝承,20(4/210), 195.（い8）
66-56-06c 新潮社編集部：青が島のこのごろ.新潮,53(10), 18-20.（あ6）
66-57-05 太田大夫(述)：八丈島民謡集.p.
66-58-01e 酒井卯作：八丈島の隠居沢.民間伝承,22(6), 9. （は130）
66-58-02e 宮本常一：伊豆七島(2)-八丈島-.しま,(14),864-868.
66-58-03b 小川武：八丈島方言の類型と系統.新地理,7(2), 56-59.
66-59-02t 石田英一郎：女人島の話.奄美・沖縄の民謡 比較民俗学的諸問題(294p), 日本民俗誌大系 3,平凡社, 239-252.
66-59-06s 金田一春彦：方言の文法.口承文芸(311p), 日本民俗誌大系10,平凡社,289-304.
66-59-07e 浅沼悦太郎：海島一夕話(二) -八丈島の女の名前-.同上,23(7/244), 374-377.
66-59-08c 佐々学：七島熱-八丈テングの探求-・小島のバク（マレー糸状虫病）.日本の風土病(291p), 法政大学出版会,50-63, 102-118.（し14）
66-59-09g 宮本常一・山本周五郎・楫西光速・山代巴(監修)：自然の悪霊 風土病.日本残酷物語 第1部,貧しき人々のむれ(376p),平凡社,157-172.
66-59-10 小島瓔礼：八丈島の平潟節.ひでばち,(14), p.
66-59-11 石原憲治・中村・福地・伊藤：八丈・小島の民家調査.民俗建築,(25), p.
66-59-12 石原憲治・中村・福地・伊藤：八丈・小島の民家調査.民俗建築,(26), p.
66-59-14 土屋俊輔：伊豆の伝説.郷土社,p. （い12）
66-60-03c 小川武：八丈島方言の一考察.郷土教材資料集,東京都教育庁八丈出張所,112-120.（は96）
66-60-04e 郷田洋文：伊豆青ヶ島の葬送儀礼.西郊民俗,(13), 31-35.
66-60-05 大間知篤三：八丈島-民俗と社会-.創元社,p.
66-60-06d 鈴木棠三：八丈島と疱瘡他.随筆辞典,第3巻(502p), 東京堂,340-343.（は170）
66-61-01e 宮本常一・山本周五郎・楫西光速・山代 巴(監修)：青春の稜線 孤島へ.日本残酷物語 現代編2 不幸な若者たち(404p), 平凡社, 251-288. (は178)
66-61-02d 宮尾しげを：性神祭.風流旅日記(304p), えくらん社,234-236.
66-61-05d 宮尾しげを：テングサ.風流旅日記,285-287.（て1）
66-61-08d 大島建彦：渡る世間.日本人物語 4巻 愛情の周辺(322p), 毎日新聞社,310-322.
66-61-09d 高津勉：黒潮のはてに子らありて.鏡浦書房,257p.（く6）
66-61-10 柴田武：東部方言の語い.方言学講座,東京都,p. （と26）
66-63-02 蒲生正男・坪井洋文・村武精一：青ヶ島の社会と民俗.民俗学ノート,p.
66-64-01z 浅井利一・植田利喜造：八丈島の高倉.日本ふしぎ探検,小峰書店,187- .（は42）
66-64-03e 大間知篤三：食べると高く攀りたくなる茸.民間伝承,28(5/267), 246-247.
66-64-05 大間知篤三：黒酒白酒.大美和,(26), p.
66-65-03c 能島啓介：八丈島の伝説は生きている. ウソのようなホントの話 生きている日本風土記,東京文潮社(251p),206-217.（は103）
66-65-05c 浅沼良次：八丈島の民話.日本の民話40(第2刷),未来社,210p.（は39）
66-66-03e 宮本常一：青が島.しま,12(2/50), 99-107.
66-66-04u 桜井徳太郎：八丈小島の部落祭祀-ネギナカマの組織と機能-.日本民俗学,1(48), 19-41.
66-66-05e 宮本常一：馬毛島・青が島のその後.しま,12(3/51), 166-173.
66-66-06d 牧田茂：八丈島の巫女.海の民俗学(267p), 岩崎美術社,67-79.（は100）
66-66-09c 酒井卯作：東京都青ヶ島.離島生活の研究,集英社,151-178.（あ15）
66-66-10d 漆原智良：愛と黒潮の瞳 東京の孤島・八丈小島の教師の記録.法政大学出版局,210p.（あ15）
66-66-11 大間知篤三・金山正好・坪井洋文：写真八丈島.角川書店,p.
66-67-01c 清水みのる：八丈島の海唄・島唄-民謡の季節(12)-.旅行読売,3月号,51.（は68）
66-67-03d 桜井徳太郎：孤島の哀愁-八丈小島-.死霊の誘い(251p), 人物往来社,68-80.（こ23）
66-67-05d 大滝英子：黄八丈.きもの風土記(292p), 読売新聞社,60-67.（き5）
66-67-07s 加藤正夫：八丈島・大賀郷・中之郷・宇津木方言.全国方言資料(7), へき地・離島編(276p), 日本放 送協会, - .（は26）
66-67-09 ：八丈しょめ節.八丈太鼓ばやし.民謡の旅,現代美術社,p. （は38）
66-68-01e 中西敬二郎：八丈紀行.民間伝承,32(1/280), 34-38.
66-68-02t 桜井徳太郎：ななつ参り.日本人の生と死(275p), 岩崎美術社,95-101.
66-69-01d 金山正好：八丈島系統の祭事祈祷伝書.民俗芸能,(35), 33-39. (は150)
66-69-02d 宮尾しげを：青ヶ島祭文(承前).民俗芸能,(35), 40-47.（あ18）
66-70-01d 佐々学：風土病との闘い.岩波書店,207p.（あ9）
66-70-02t 和歌森太郎：しまい正月.民俗歳時記(340p), 岩崎美術社,38.
66-70-04t 北見俊夫：八丈島での交易の始まり.市と行商の民俗(264p), 岩崎美術社,29-31.（は102）
66-71-01a 佐久間英：鳥がかよう日本のハワイ. お名前風土記(366p), 読売新聞社, 12-13.
66-71-02 小川武：黒潮圏の八丈島. 吉田南光園, 245p.
66-72-01d 金山正好：八丈島系統の祭事祈祷伝書(二).民俗芸能,(49), 44-50.
66-73-01e 佐藤隆夫：八丈島の漁業家族の調査研究-末吉部落を中心として-.国学院大学紀要,(11), 76-104.
66-73-03d 金山正好：八丈島系統の祭事祈祷伝書(三).民俗芸能,(53), 46-53.
66-73-04 胡桃沢勘司・大久根茂：八丈島民具目録.八丈島民俗資料調査概報,東京都教育委員会,p. （は141）
66-74-01c 段木一行：歴史概要.八丈島民俗資料緊急調査,文化財の保護,(6), 12-25.
66-74-02c 野村亜子：衣・食・住.八丈島民俗資料緊急調査,文化財の保護,(6), 26-36.
66-74-03c 安田宗生：生産・生業.八丈島民俗資料緊急調査,文化財の保護,(6), 37-50.
66-74-04c 越田賢一郎：交通・交易.八丈島民俗資料緊急調査,文化財の保護,(6), 51-59.
66-74-05c 鳥越晧之：社会生活.八丈島民俗資料緊急調査,文化財の保護,(6), 62-72.
66-74-06c 野村亜子：信仰.八丈島民俗資料緊急調査,文化財の保護,(6), 73-81.
66-74-07c 田中丸勝彦：民俗知識.八丈島民俗資料緊急調査,文化財の保護,(6), 82-83.
66-74-08c 田中丸勝彦：人の一生.八丈島民俗資料緊急調査,文化財の保護,(6), 84-94.
66-74-09c 田中丸勝彦：年中行事.八丈島民俗資料緊急調査,文化財の保護,(6), 95-106.
66-74-10c 上村明子：口頭伝承.八丈島民俗資料緊急調査,文化財の保護,(6), 107-143.
66-74-11c 大島暁雄：八丈小島の民俗.八丈島民俗資料緊急調査,文化財の保護,(6), 144-163.
66-74-12u 矢口裕康：八丈島中之郷の伝承-昔話を中心に-.日本民俗学,9(96), 70-77, 85.
66-75-01c 坪井洋文・村武精一：八丈島末吉村の社会と祭祀生活.伊豆諸島-世代・祭祀・村落-,未来社, 196-282.（は15）
66-75-02c 蒲生正男・坪井洋文：青ヶ島の社会組織と民俗宗教.伊豆諸島-世代・祭祀・村落-,未来社,283-364.（あ2）
66-77-01c 菅田正昭：即日開票の夜八十翁は老妻とひとつ蒲団の中にあった.しま,23(2/91), 66-73.
66-78-01d 柴田武：八丈方言の位置.方言の世界(301p), 平凡社,98-123.（は119）
66-78-02c 菅田正昭：浜見舞と別れの風景.しま,23(4/93), 84-92.
66-78-04d 仲川公司：流人が造った島酒-焼酎.ふるさと展望,2(3/4), 96-101.（る3）
66-78-07e 広瀬進吾：備荒植物考としての毒草「てんなんしょう」食記.民間伝承,42(2/313), 26-28.（追補36）
66-78-09e 広瀬進吾：禊教と亀ト五兆図.民間伝承,42(3/314), 10-12.（み47）
66-78-10d 柏原破魔子：明日葉 あしたば-伊豆・八丈島.探訪ふるさとの味(218p), 新人物往来社,79-84.（あ7）
66-79-01g 團伊玖磨：八丈 多与里.朝日新聞社,226p.（は56）
66-79-02d 坪井洋文：イモと日本人-民俗文化論の課題-. 未来社, 291p.
66-80-01e 伊川公司：八丈島の牛.民間伝承,44(2/318), 56-60.
66-80-02d 畑聰一郎：村落社会と婚姻及び葬送儀礼(上).法政人類学,(3), 1-6.（そ1）
66-80-03d 畑聰一郎：村落社会と婚姻及び葬送儀礼(下).法政人類学,(4), 8-19.（そ1）
66-80-04d 菅田正昭：＜鬼ヶ島＞幻視行-常世からの出撃-.しま,26(2/103), 82-89.
66-80-05s 五十嵐勉：流鏑の島.講談社,320p.（る24）
66-80-07 ：八丈島の七人の坊さま.東京都の民話,偕成社,p. （は157）
66-80-08 ：まま子とさかな.東京都の民話,偕成社,p. （ま2）
66-80-09 ：お豊虫.東京都の民話,偕成社,p. （追17）
66-81-01e 伊川公司：八丈島の人捨穴.民間伝承,45(2/321), 48-49.
66-81-02e 蛸島直：八丈島の病気観-民俗病因論の可能性-.民俗学評論,(20, 21),大塚民俗学会,1757-1779.
66-81-04d 菅田正昭：＜青の島＞系譜-オウ・シマという島名について.しま,26(3/104), 74-81.
66-83-01d 大沼良三：離島振興法-30年の中の私-.しま,29(1/114), 46-48.
66-83-02g 小沢さとし：黒潮物語. 総和社, 380p.
66-84-01d 菊池まり：私の八丈雑記帳 第一回 夏,南の絵本づくり.しま,30(1/118), 75-81.
66-84-02d 菊池まり：私の八丈雑記帳 第二回 八丈島もうひとつの日本.しま,30(2/119), 57-61.
66-85-01d 菊池まり：私の八丈雑記帳 第三回 先駆者たちの夢-松沢求策らのこと-.しま,30(3/120), 88-93.
66-86-01d 宮田登：女護ヶ島・為朝の蛇退治.日本伝説大系 第5巻 南関東編,みずうみ書房,31-33, 78-80.
66-86-02d 編集部：しまのすがお(88)東京都・青ヶ島(青が島村).しま,32(2/127), 口絵(4p).
66-86-03c 峯元勝太・磯崎乙彦：本場黄八丈.224p.
66-88-02g 荒馬間：おじゃれ女八丈島.河出書房新社,332p.
66-90-01g 今村文彦：青ヶ島の生業と祭祀.牛島巌(代表)：伊豆七島における島世界の民俗学・文化人類学的研 究-空間(海・島・山)と儀礼をめぐって-,7-16.
66-90-02g 佐野賢治：橋の象徴性-ミコと供養橋-.牛島巌(代表)：伊豆七島における島世界の民俗学・文化人類学的研 究-空間(海・島・山)と儀礼をめぐって-,17-18.
66-90-03g 川田牧人：八丈島の振興・儀礼と「しま」空間.牛島巌(代表)：伊豆七島における島世界の民俗学・文化人類学的研 究-空間(海・島・山)と儀礼をめぐって-,19-45.
66-90-04g 南根祐：八丈島樫立地区の生業とその儀礼.牛島巌(代表)：伊豆七島における島世界の民俗学・文化人類学的研 究-空間(海・島・山)と儀礼をめぐって-,47-57.
66-92-01c/g 桑原秀雄：島ものがたり.白楽, 185p.
66-92-02s 奥山熊雄・金田 ：続・八丈のしょめ節.星和出版,42p.
66-93-01u 山本鉱太郎：八丈島の人捨て穴ってホント?.日本列島 なぞふしぎ旅・関東編(251p), 新人物往来社, 105.
66-93-02d 福永正道：さようなら 大見重雄さん.しま,39(2), 110-112.
66-94-01c 加藤四知郎：父・加藤清三.220p.
66-94-02h 小林昌人：八丈島の屋敷構造. 写真集 民家の風貌(179p), 相模書房, 61.
66-96-01a 漆原智良：黒潮の瞳とともに-八丈小島は生きていた-.たま出版,255p.
66-96-03c 宮田登：夫婦の再編.民俗学への招待(222p), 筑摩書房,55-57.
66-96-04d 奥山ゆかり：幼年期のわたしと「あの子」と八丈島. 女性と経験, (21), 62-71.
66-97-01c 高田宏：島焼け.新潮社,227p.
66-98-01a 長田暁二・千藤幸蔵：八丈ショメ節.日本の民謡-東日本編-,社会思想社,292-294.
66-98-02a 鈴木正行：伊豆諸島青ヶ島の村落構造と社会組織-島の生活・文化の変容を視点として-.学文社,158p.
66-98-03g 漆原智良・夏目尚吾：ふるさとはヤギの島に-八丈小島へ帰りたい.あかね書房,143p.
66-000-07a 赤坂憲雄：青ヶ島への旅.海の精神史-柳田国男の発生(582p), 小学館,262-271.
66-001-02c 長尾満里：八丈島の太鼓.78p.
66-002-03c 峯元清次：私の回顧録.304p.
66-004-01a 豊田穣：浅沼稲次郎 人間機関車.学陽書房,558p.
66-004-02c 神辺英樹：“なんちゃってIターン”で島に暮らして‥‥.しま,50(2/199), 16-21.
66-004-03c 小泉武夫：八丈島を食べ歩く！. 同上,50(2/199), 54-57.
66-005-03c 菅田正昭：妹背の島と母子相姦.しま,50(4/201), 76-77.
66-006-01a 松下晃一：島の生んだ天才たち. 島へ., 6(5/31), 76-77.
66-007-01d 山田アリサ：新しい風の吹き始めた島から. しま, 52(3/208), 69-77.
66-007-03d 土屋久：青ヶ島の神事, 初めて海を渡る. しま, 53(2/211), 132-135.

### 消滅危機言語(2011)
八丈島教育会(1911)『八丈島教育会報』
丸尾芳男調査、国学院方言研究会(1931)『八丈島方言』(方言誌第一輯)(ﾄ)，国学院大学方言研究会
吉田貫三(1932)『八丈島方言集と八丈節』大賀郷仙郷堂
籾山徳太郎(1934)『伊豆七島八丈島動物方言』籾山鳥学研究所
宮本馨太郎(1936)『八丈島三ツ(趣味叢書)根村方言集第二十二編』土俗趣味社
国立国語研究所(1950)『八丈島の言語調査』国立国語研究所
菊地正文(1950)『八丈島方言の概観(M)』国研報告書
北条忠雄(1953)『上代東国方言と八丈島方言(ﾄ)』私家版
福田良輔(1955)「奈良時代東国方言の周辺-言語基層･八丈島方言･補説-」『文学研究』53，九州大学大学院人文科学研究院
馬瀬良雄(1961)「八丈島方言の音韻分析」『国語学』43，国語学会
加藤信昭(1962)「八丈島方言における動詞の音便形に対する私見」『徳島大學學藝紀要.人文科學』12
近藤富蔵(1964)『八丈実記1〜7』緑地社
加藤宣彦(1969)『｢語い｣を中心とした八丈島方言の分布的考察』私家版
青柳精三(1973)「八丈島の潮流語彙」『東京教育大学文学部紀要』93
矢口裕康(1974)「八丈島中之郷の伝承--昔話を中心に(資料報告)」『日本民俗学』96
磯崎乙彦(1977) 『八丈回顧』私家版
内藤茂(1979)『八丈島の方言』私家版
青柳精三(1980)「八丈島樫立方言の母音の無声化と脱落」『音声学会会報』163
大島一郎ほか(1980)『八丈島方言の研究』東京都立大国語学研究室
内藤茂(1981)「あいさつお国めぐり-9-八丈島の巻」『言語生活』359，筑摩書房
女子聖学院短大方言ゼミナール(1982)『三宅島八丈島の探歩(第3回)』女子聖学院短大方言ゼミナール
野沢勝夫(1985)「<資料紹介>筑波大学図書館蔵｢八丈島言語集｣」『昭和学院短期大学紀要』21
内藤茂(1985)『古語に遊ぶ1 八丈島方言を中心として』私家版
中村規(1985)「八丈島の歌と踊り」『民俗芸能』66，民俗芸能刊行委員会
青柳精三(1985)「八丈島樫立方言の記述その1」『Contexture:教養紀要』3，埼玉工業大学
落合基久(1986)「<録音器>各地の若者の会話-9- 女子高生のおしゃべり(東京都八丈町)」『言語生活』418，筑摩書房
東京都教育庁社会教育部文化課(1986)『八丈小島方言調査報告書 昭和60年度』東京都教育委員会
青柳精三(1986)「八丈島樫立方言の記述その2」『Contexture:教養紀要』4，埼玉工業大学
青柳精三(1987)「八丈島樫立方言の記述その3」『Contexture:教養紀要』5，埼玉工業大学
大島一郎(1987)『八丈島方言における言語変化共通語化の側面を中心として』東京都立大学人文学部国語学研究室
奥山熊雄，金田章宏(1990)「八丈島三根方言動詞の形態論アスペクトをめぐって」『国文学 解釈と鑑賞』55(7)，至文堂
奥山熊雄，金田章宏(1991)「八丈島三根方言動詞の形態論―過去の｢き｣をもつテンス形式」『国文学 解釈と鑑賞』56(1)，至文堂
金田章宏(1992)「各地録音紹介-文字化と解説 八丈島の民話と談話」『国文学 解釈と鑑賞』57(7)，至文堂
山口幸洋(1993)「八丈島方言のアクセント分析-1-」『人文論集』43(2)，静岡大学人文学部
山口幸洋(1993)「八丈島方言のアクセント分析-2-」『人文論集』44(1)，静岡大学人文学部
金田章宏(1993)「「二重」表示現象をめぐって-八丈島三根方言を例に- 」『日本語の格をめぐって』くろしお出版
金田章宏(1993)「八丈島方言の音韻(三根地区)おぼえがき」『千葉大学留学生センター雑誌』1
山口幸洋(1994)「八丈島方言のアクセント分析-3-」『人文論集』45(1)，静岡大学人文学部
伊豆山敦子(1994)「琉球･八丈島両方言における2種の1人称代名詞」『独協大学教養諸学研究』28(2)
金田章宏(1995)「保科孝一著「八丈島方言」をよみなおす(1)」『千葉大学留学生センター紀要』1
金田章宏(1996)「<研究ノート>連用形の終止用法をめぐって八丈方言の文法現象から」『千葉大学留学生センター紀要』2
金田章宏(1996)「感情・感覚における局面のとらえかた 八丈島三根方言を例に」『国文学解釈と鑑賞』61(1)
山口幸洋(1996)「疑似語アクセントの意味するもの八丈島方言を中心に」『言語学林言語学林1995-1996』
金田章宏(1996)「八丈方言うちけし動詞の成立をめぐって」『日本語文法の諸問題 高橋太郎先生古希記念論文集』ひつじ書房
金田章宏(1996)「連用形の終止用法をめぐって:八丈方言の文法現象から」『千葉大学留学生センター紀要』2
山口幸洋(1997)「八丈島方言のバイリンガルについて(1)」『静岡･ことばの世界』1，静岡県方言研究会
金田章宏(1998)「現代日本語のなかの係り結び―八丈方言の例を中心に」『言語』27(7)，大修館書店
金田章宏(1998)「待遇表現とやりもらいについてのおぼえがき 八丈方言の例から」『国文学 解釈と鑑賞』63(1)，至文堂
金田章宏(1998)『八丈方言談語資料(1) 青ケ島方言』千葉大学留学生センター
浅沼良次(1999)『八丈島の方言辞典』朝日新聞出版サービス
金田章宏(1999)「八丈方言から古代語をさぐる」『日本語学』18(1)，明治書院
金田章宏(1999)「八丈方言談話資料(2) 中之郷方言」『琉球方言音韻･文法･語彙の研究 周辺諸方言との比較研究も含めて』 (千葉大学大学院社会文化科学研究科研究プロジェクト報告書 第2集)
工藤真由美(2000)「八丈方言のアスペクト・テンス・ムード」『阪大日本語研究』12
金田章宏(2000)「保科孝一｢八丈島方言｣の百年」『国文学 解釈と鑑賞』65(1)，至文堂
金田章宏(2001)「方言文法研究におけるテンス・アスペクト研究―八丈方言の現在進行と同時性をめぐって」『國文學 解釈と教材の研究』46(2)，学灯社
金田章宏(2001)「方言研究の今後 八丈方言」『国文学 解釈と鑑賞』66(1)，至文堂
金田章宏(2001)『八丈方言動詞の基礎研究』笠間書院
金田章宏(2001)「八丈方言」『国文学 解釈と鑑賞』66(1)，至文堂
金田章宏(2001)「八丈方言の現状といくつかの文法現象について」『日本語の消滅に瀕した方言に関する調査研究』(真田信治編 文部省特定領域研究(A)報告書)
金田章宏(2002)「東国方言の文法と八丈方言―オ連体形の広がり」『国文学 解釈と鑑賞』67(11)，至文堂
金田章宏(2002)『八丈方言のいきたことば』笠間書院
金田章宏(2002)「八丈方言の民話資料と文法解説」『消滅に瀕した方言語法の緊急調査研究 (2)』(真田信治編 文部省特定領域研究(A)報告書)
金田章宏(2003)「八丈方言、奥山熊雄さんとのこと」『方言における動詞の文法的カテゴリーの類型的研究』(工藤真由美編：科学研究費報告書No.2東日本編)
小林隆(2004)「書評論文 金田章宏著『八丈方言動詞の基礎研究』」『日本語文法』4(1)，日本語文法学会
松本泰丈(2004)「書評 金田章宏著『八丈方言動詞の基礎研究』」『国語学』55(1)，国語学会
金田章宏(2004)『奥山熊雄の八丈島古謡』 笠間書院
金田章宏(2005)『CDブック 八丈島古謡 奥山熊雄の歌と太鼓』笠間書院
金田章宏，ホウダ・マーチン(2005)「The Tense-Aspect System and Evidentiality in The Hachijo Dialect」『LINGUA POSNANIENSIS』Wydawnictwo Poznanski ego Towarzystwa Przyjaciol Nauk
金田章宏(2006)「東京都八丈町三根方言の形容詞」『方言における述語構造の類型的研究Ⅱ』(工藤真由美編：科学研究費報告書)
久野マリ子(2007)「八丈方言若年層における共通語アクセントの習得の実態」『音声研究』11(3)，日本音声学会
金田章宏(2007)『八丈方言の電子化資料の作成と文法書の編纂』平成16〜18年度科学研究費補助金研究成果報告書
金田章宏(2007)「民話の文法－八丈島の＜一文だけの民話＞－」『国文学解釈と鑑賞』72(1)，至文堂
金田章宏(2009)「八丈方言にみる古典語文法“以前”」『国語と国文学』86(11)，東京大学』国語国文学会
金田章宏(2009.3.13)「【寄稿】千数百年前の関東周辺の言葉 「八丈語」は国際標準で独立言語」『南海タイムス』
山本節(2010)「東京都八丈島八丈町におけるタナバ(丹梛婆)の伝承」『西郊民俗』210，西郊民俗談話会